# Belz (Morbihan)
Pour les articles homonymes, voir Belz.
Belz [bɛls] est une commune française située dans le département du Morbihan, en région Bretagne.

## Géographie
Communes limitrophes
Les communes limitrophes sont Sainte-Hélène, Locoal-Mendon, Erdeven, Étel et Plouhinec.
Le territoire de Belz est borné au nord et à l'ouest par la ria d'Etel, qui sépare Belz des communes de sa rive droite (Sainte-Hélène en amont et Plouhinec plus en aval. Ses limites terrestres sont marquées au nord et au nord-est pour partie par le ruisseau de la Fontaine de Kerlivio, un minuscule fleuve côtier qui sépare Belz de Locoal-Mendon, au sud par le ruisseau de Poumen, un autre petit fleuve côtier, qui se jette dans l'étang du Sac'h qui sépare Belz d'Erdeven, et au sud par la Rivière du Sac'h (une anse annexe de la rive gauche de la Rivière d'Étel) par Étel.
| - Carte topographique de la commune de Belz. |

### La ria d'Étel et les îles
Belz est donc une commune de la rive gauche de la Rivière d'Étel : son littoral est très découpé : au nord du détroit de Pont Lorois, d'amont vers l'aval, alternent pointes et anses (successivement la Pointe de Kerrio, l'Anse de Kerguen, les Pointes de Ninezveur et de Levein, l'Anse de Pont Carnac, la Pointe du Perche, l'Anse de Saint-Cado, la Pointe de Saint-Cado, l'Anse de Kernio et la Pointe de Pont Lorois) ; plus en aval, au sud de Pont Lorois, l'Anse de Porh Niscop, les pointes de Royanec et de Roquenec et enfin l'Anse du Sac'h bordent la partie la plus maritime de la ria.

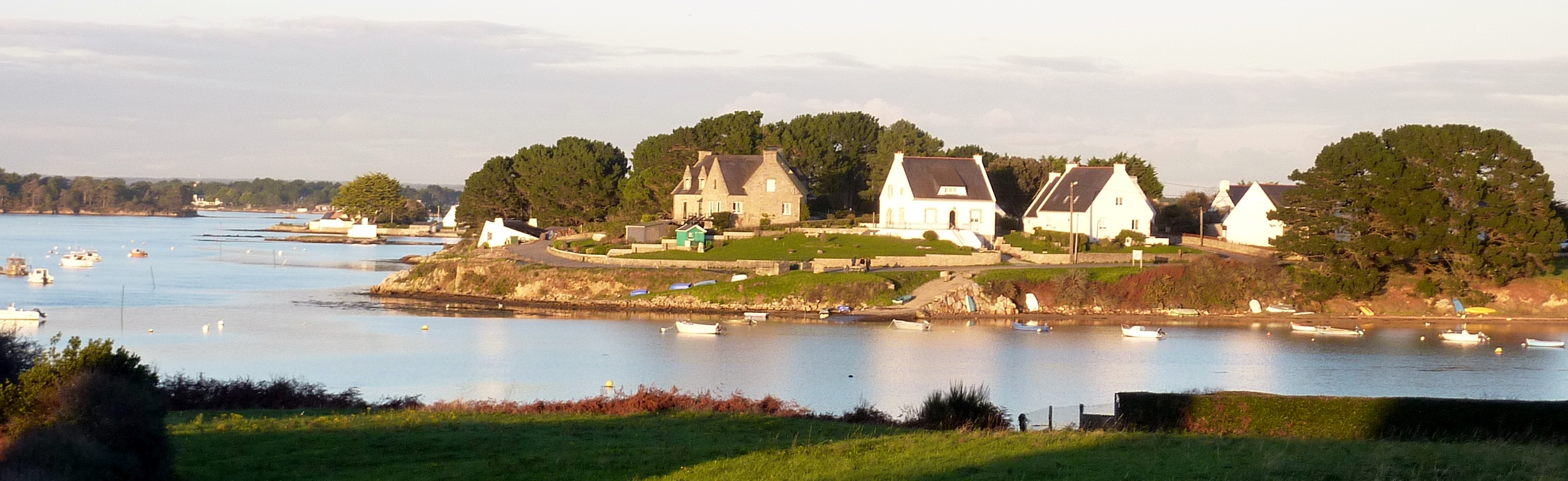
Rivière d'Étel : l'anse de Kernio et la presqu'île de Pen Mané Braz.

La commune comprend aussi plusieurs îles et îlots en ria d'Étel : la plus commue est l'île de Saint-Cado, transformée par les hommes en presqu'île, qui doit son nom à saint Cadou qui y aurait vécu en ermite au VIe siècle.
L'îlot rocheux de Nichtarguér fait partie de la commune de Belz. La maison inhabitée située sur l'îlot est surnommée "la maison de l'huître" car elle était autrefois la demeure d’un gardien de parcs ostréicoles et de sa famille.
L'île de Riec'h (ou Riec), siège initial jusqu'au XIVe siècle du doyenné de Pou-Belz ; désormais c'est une île privée.
L'île de Niheu, l'île du Petit Niheu et l’île des Moines forment un archipel.

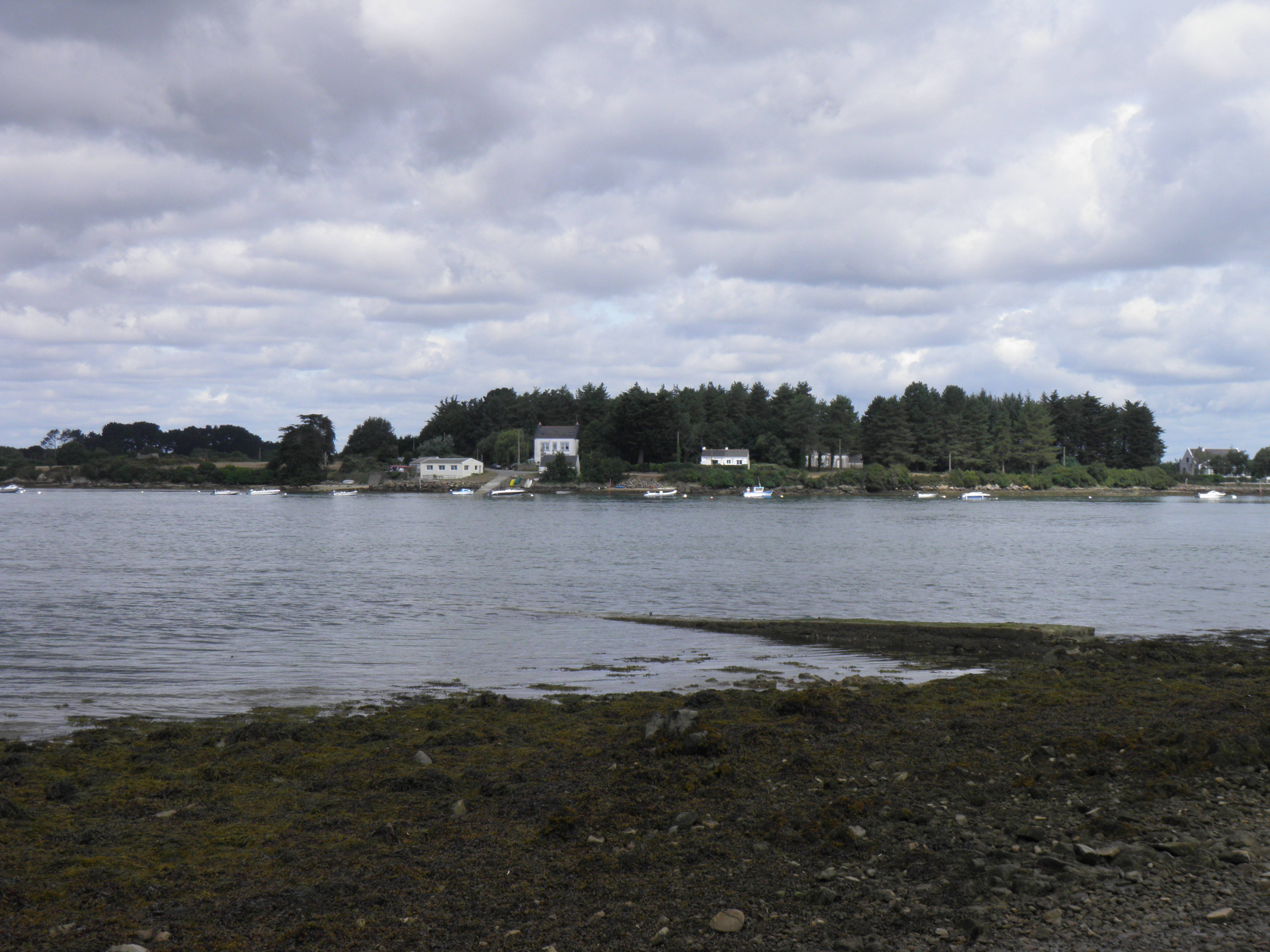
Vue de la Rivière d'Étel depuis l'île de Saint-Cado.
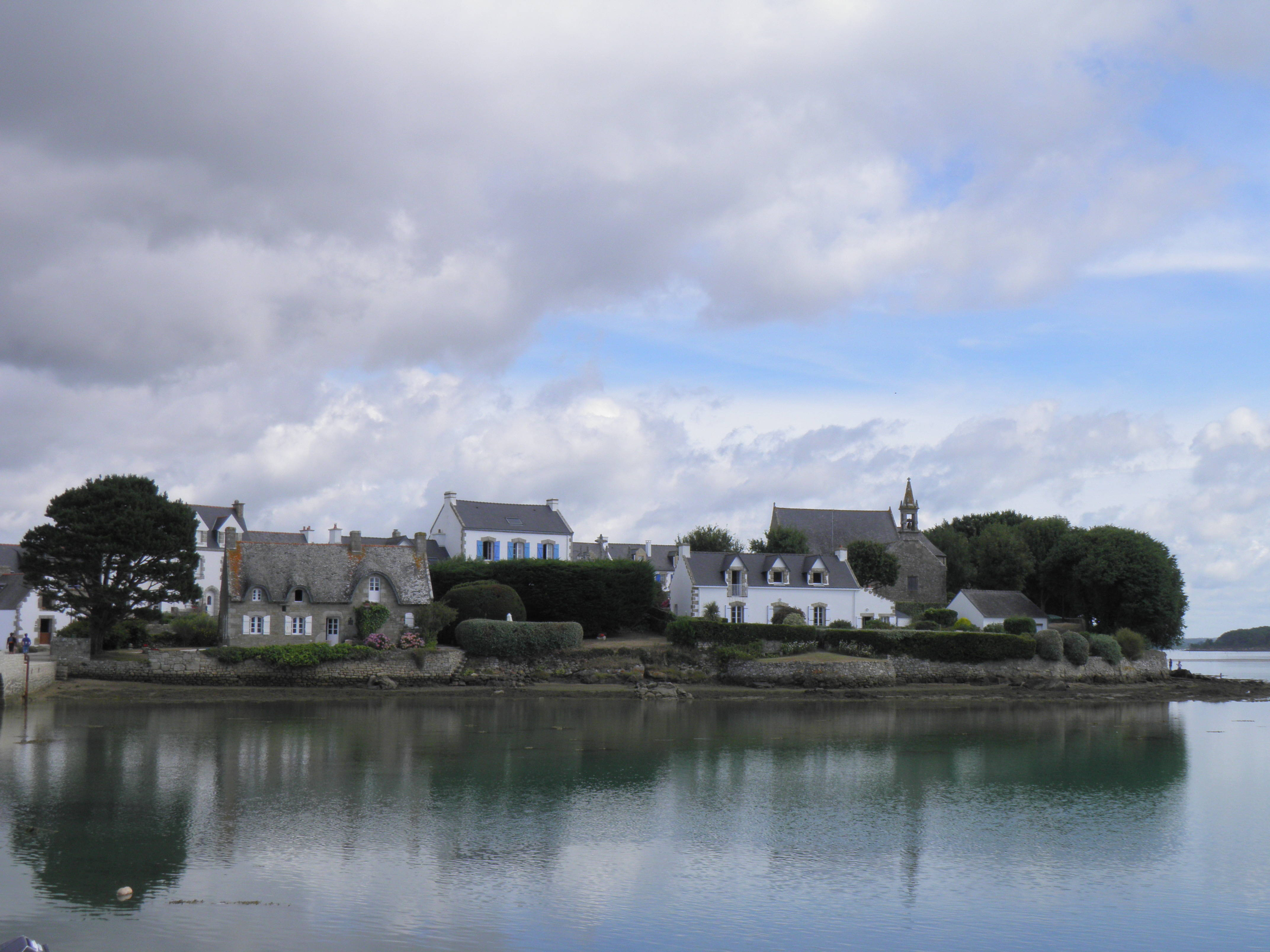
L'île de Saint-Cado, vue partielle.
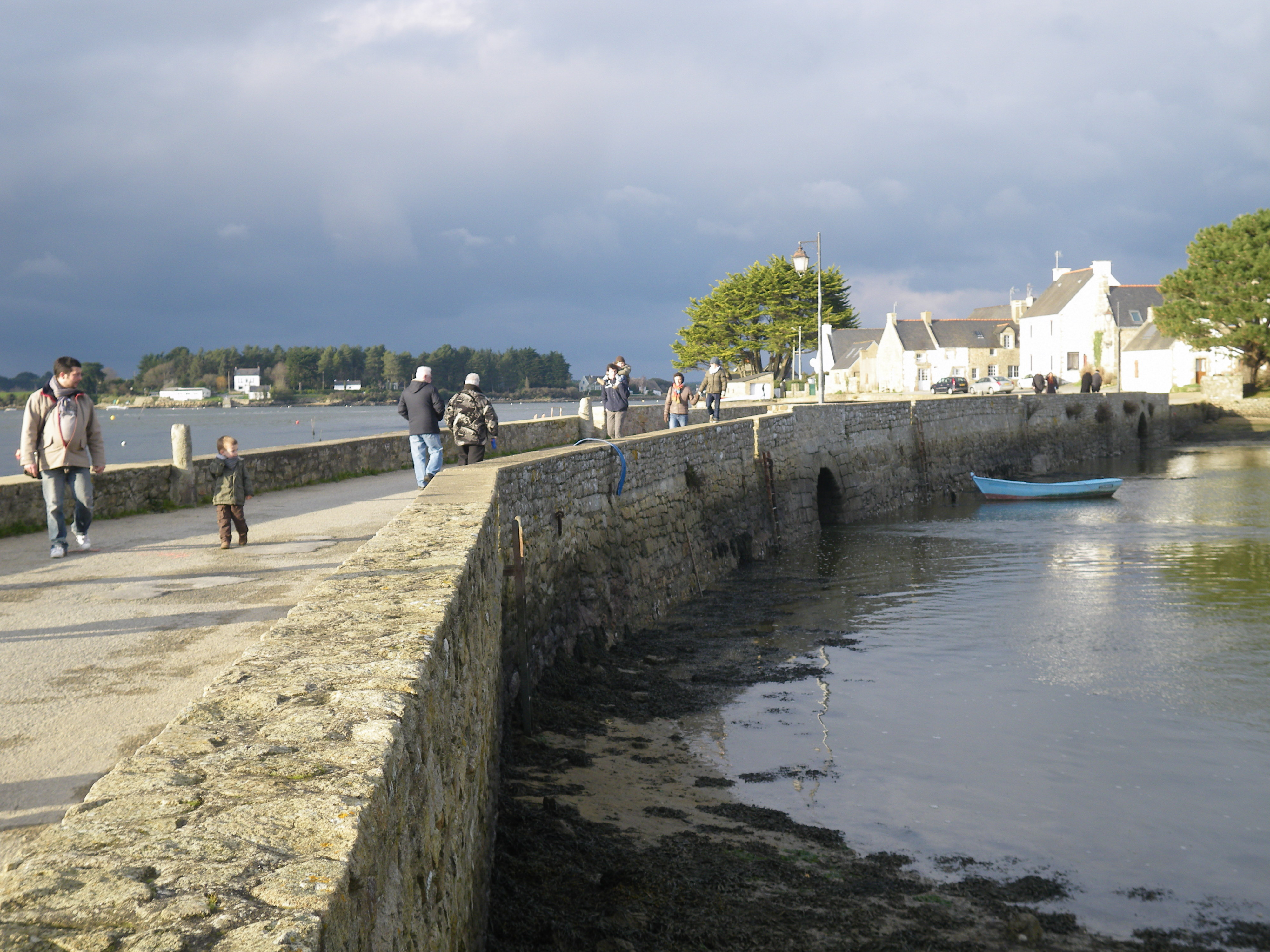
Le pont reliant l'île de Saint-Cado au continent.
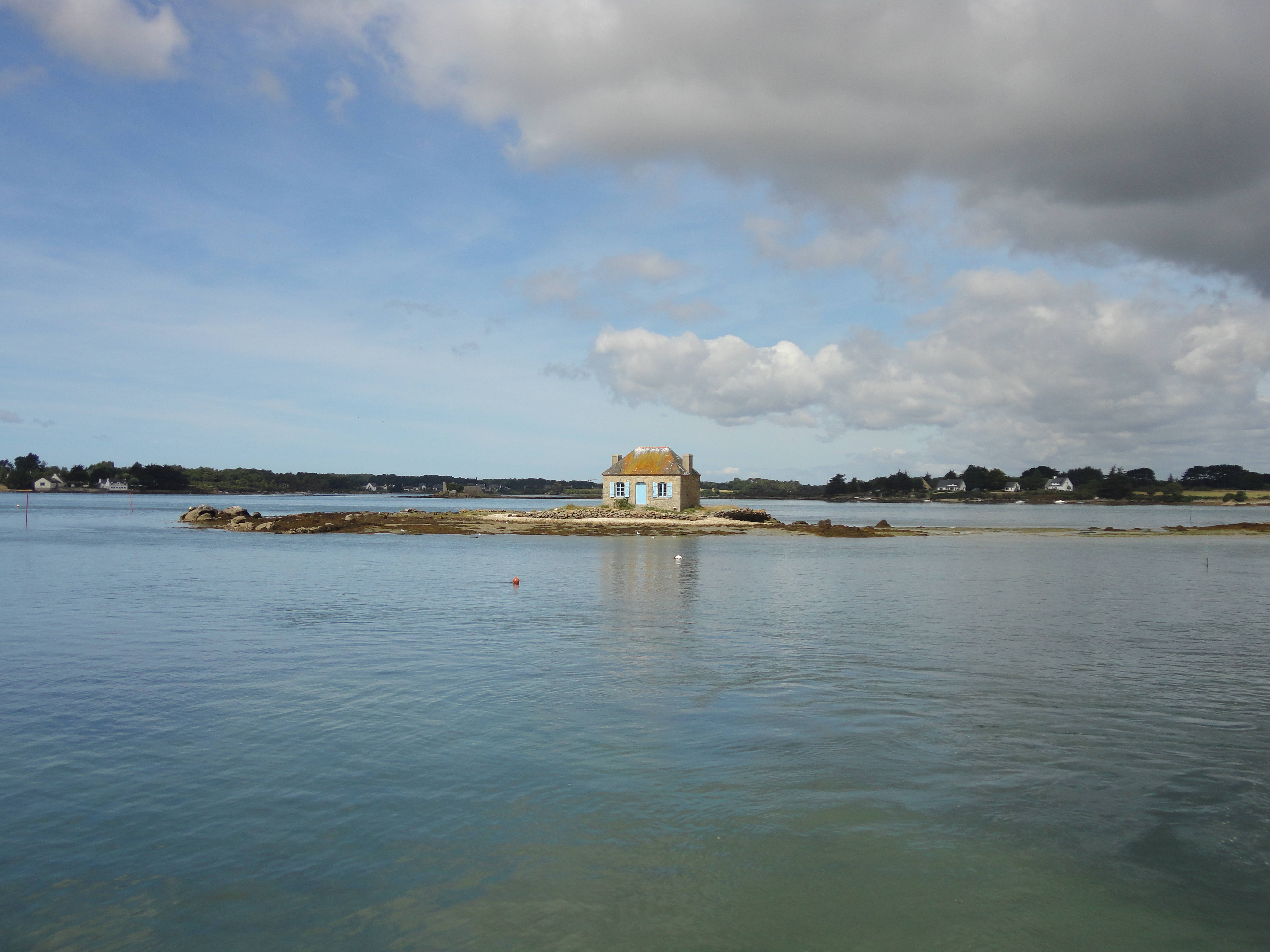
L'îlot Nichtarguér : vue d'ensemble.
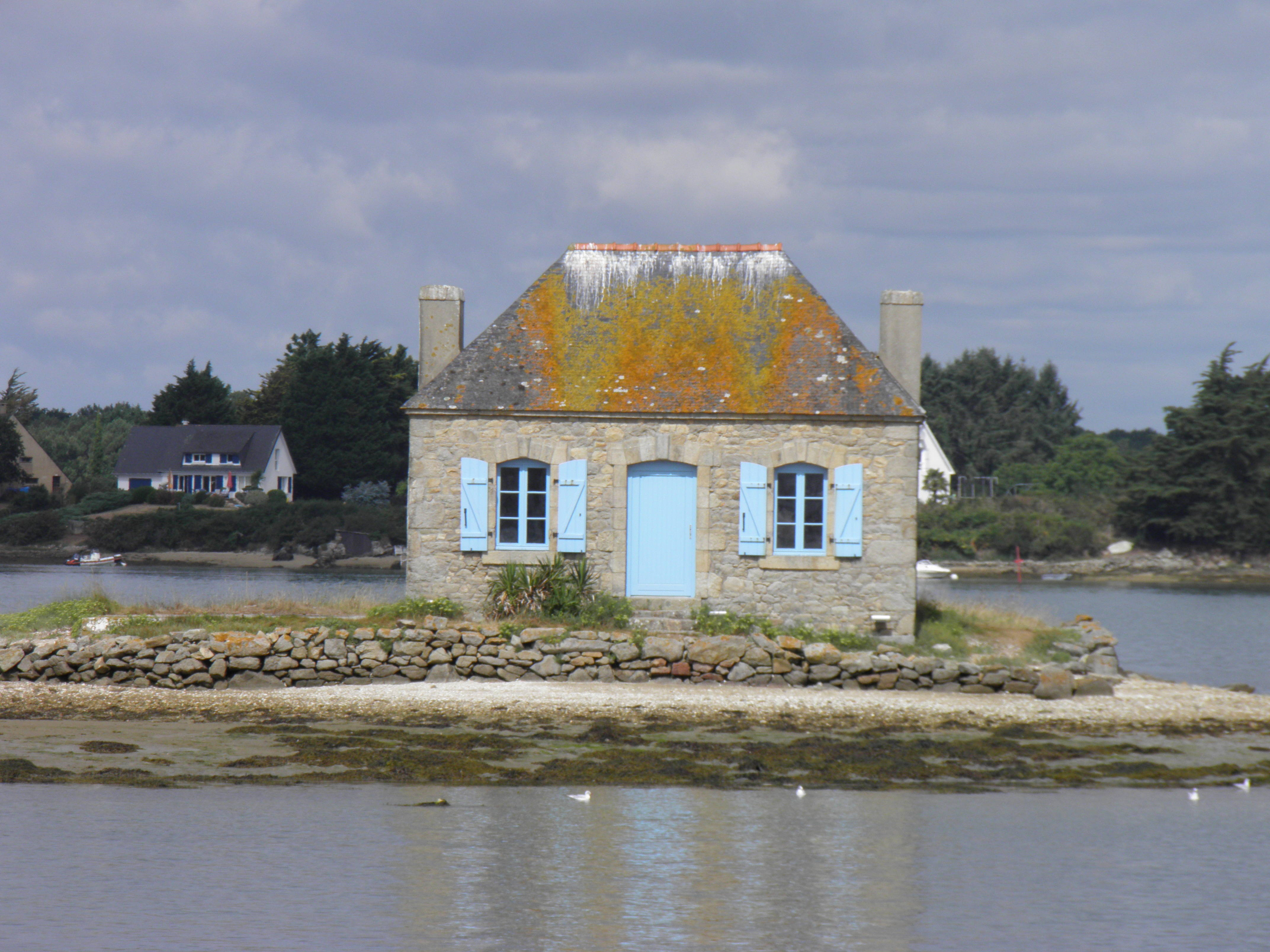
L'îlot Nichtarguér : vue partielle.

### Les Ponts Lorois successifs
L'étranglement de la Rivière d'Étel a permis dès 1841 la construction d'un premier pont, dit Pont Lorois, suivi de plusieurs autres par la suite en raison de ses destructions successives.

### La partie continentale de la commune
La commune est de basse altitude (les points les plus hauts sont à 31 mètres d'altitude : l'un est situé à l'extrême est du finage communal, au hameau de Bohéac ; un autre, de même altitude, se trouve à l'est du bourg, dans le hameau de Crubelz) et ne présente pas de relief très marqué ; outre les cours d'eau précités servant partiellement de limites communales, seul le Ruisseau de la Fontaine de Kervoine traverse la partie centrale de la commune, se jetant dans la ria d'Étel dans l'Anse de Pont Carnac. La commune possède aussi deux étangs : l'étang du Sac'h en amont de l'Anse du Sac'h et formé par une digue portant le moulin à marée du Sac'h et l'étang de Bignac, dans une anse annexe de l'Anse du Sac'h, fermé par une digue portant l'ancien moulin à marée de Bignac.

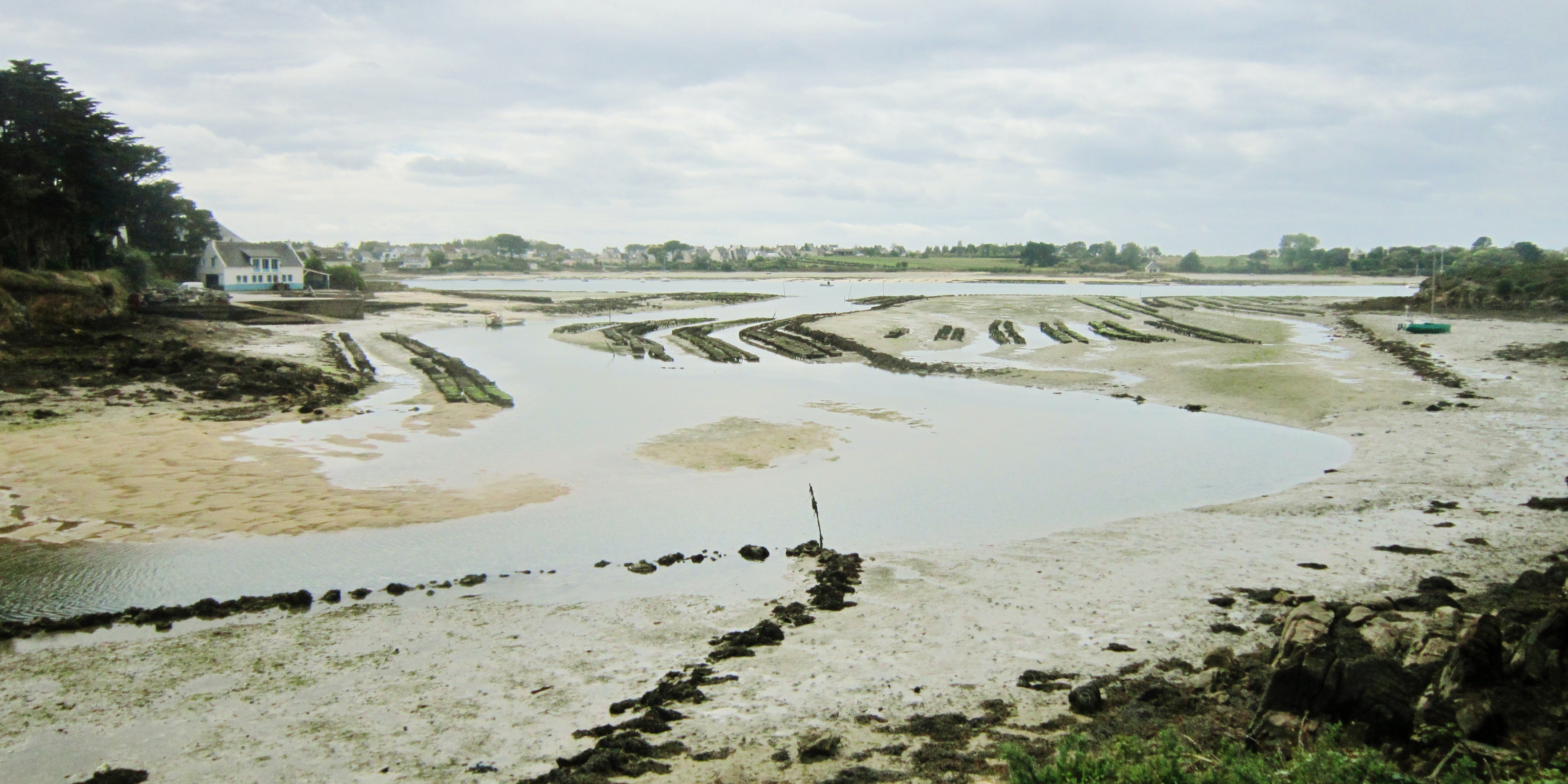
La confluence Anse du Sac'h - Rivière d'Étel à marée basse (tables ostréicoles).
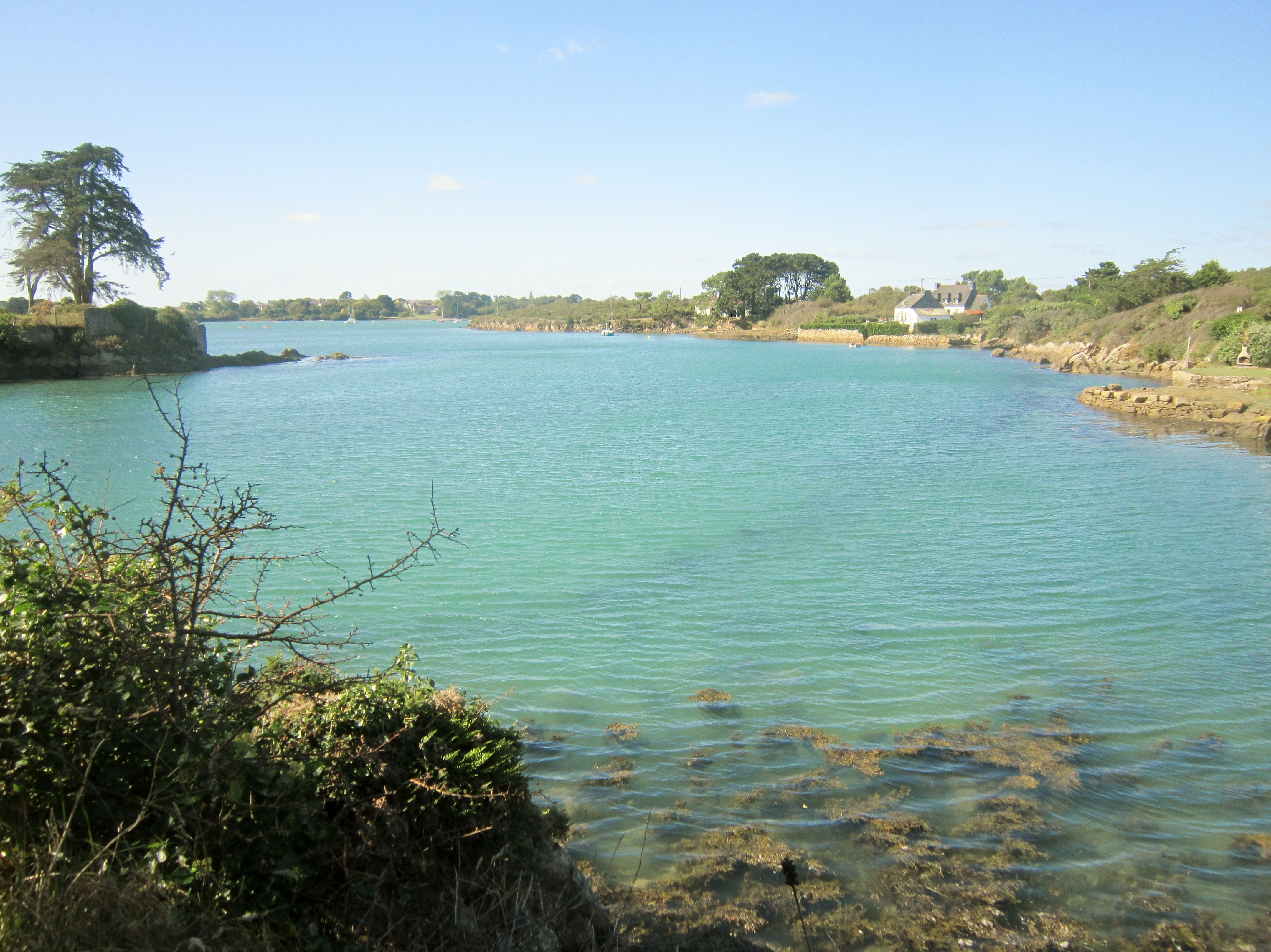
La sortie (ou l'entrée) de la Rivière du Sac'h et, à l'arrière-plan, sa confluence avec la Rivière d'Étel.
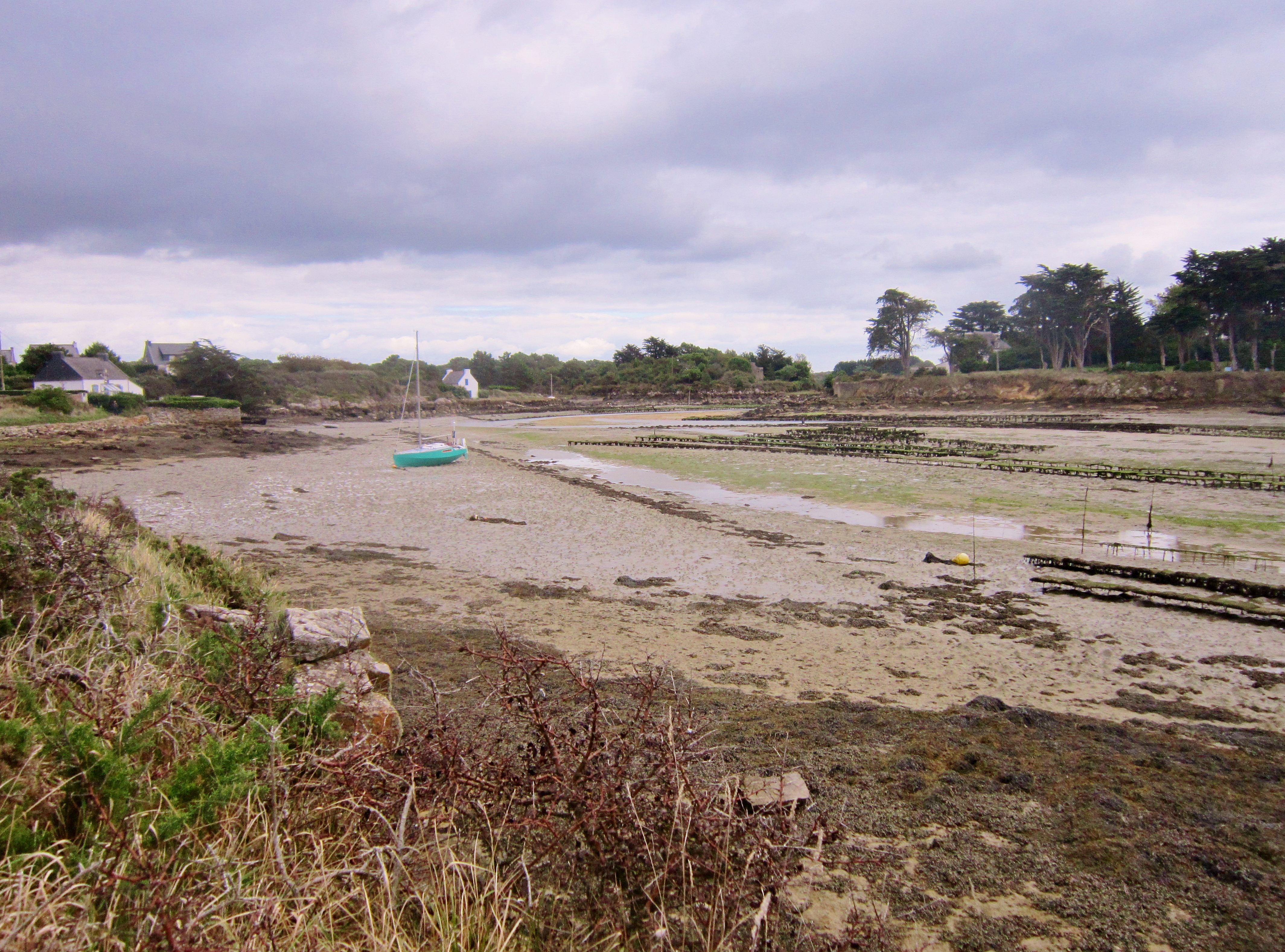
Tables ostréicoles dans la Rivière du Sac'h à marée basse.
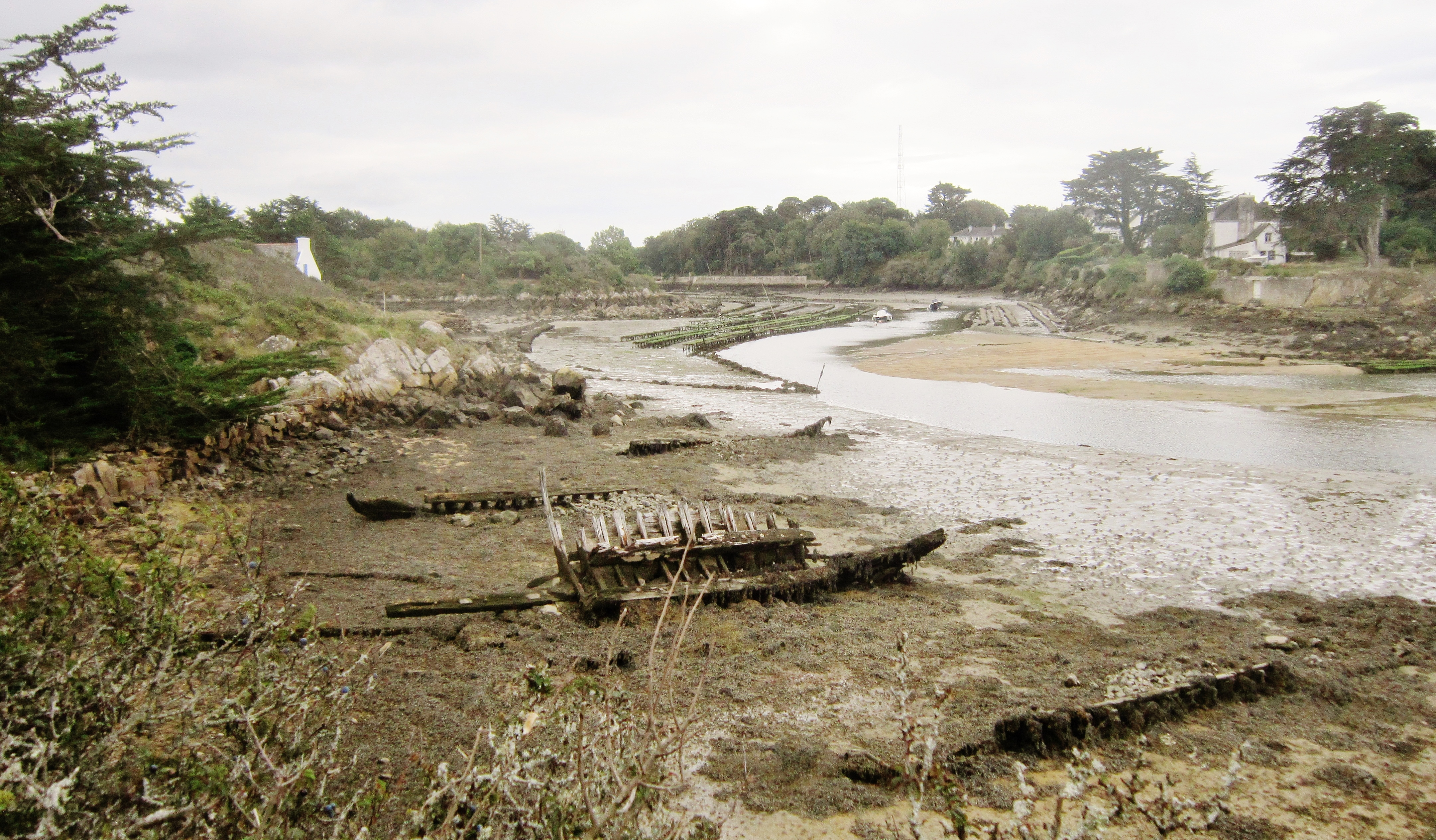
La Rivière du Sac'h à marée basse : épaves de bateaux et tables ostréicoles.
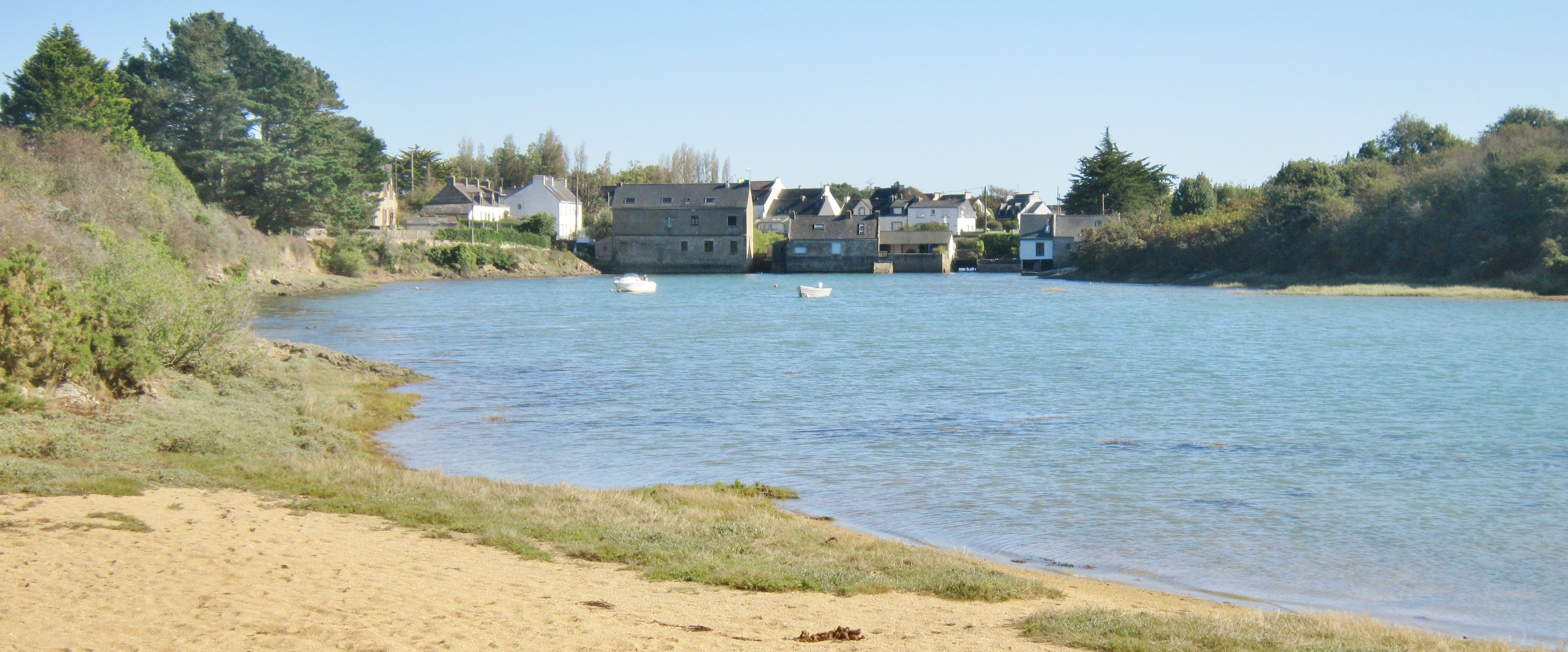
La Rivière du Sac'h et, à l'arrière-plan, le moulin à marée du Sac'h, vus depuis les environs du moulin de Bignac.
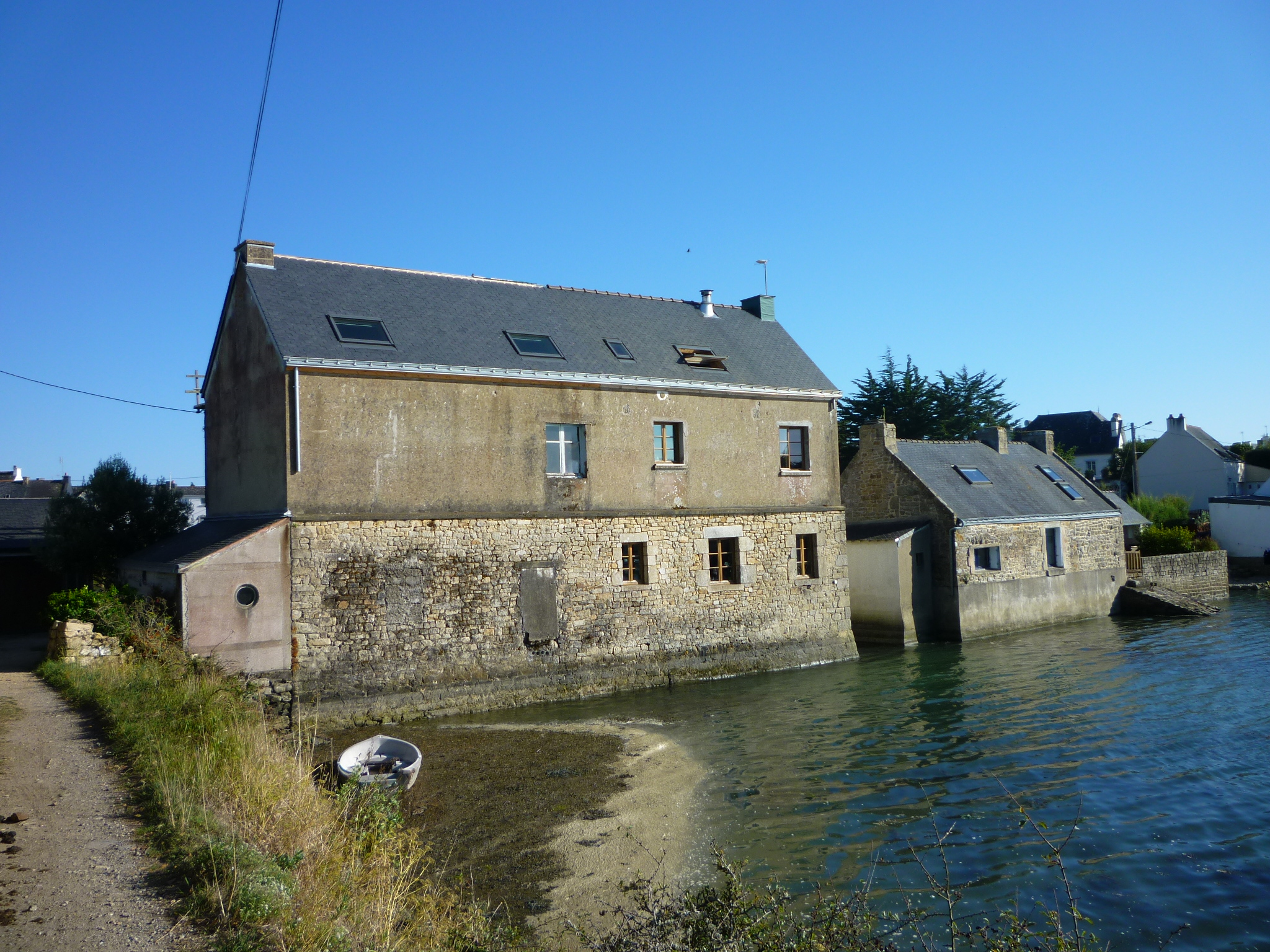
Le moulin à marée du Sac'h.

Le bourg n'est pas en position littorale, même s'il n'en est pas très éloigné, ; il est vers une dizaine de mètres d'altitude.

### Habitat et paysages
La commune présentait traditionnellement un paysage agraire de bocage et un habitat rural dispersé en de nombreux écarts formés de hameaux et fermes isolées. Les bois y sont nombreux, mais formés de nombreuses parcelles discontinues éparses sur le territoire communal. Le bourg, étiré le long de la D 16, a l'aspect d'un village-rue.

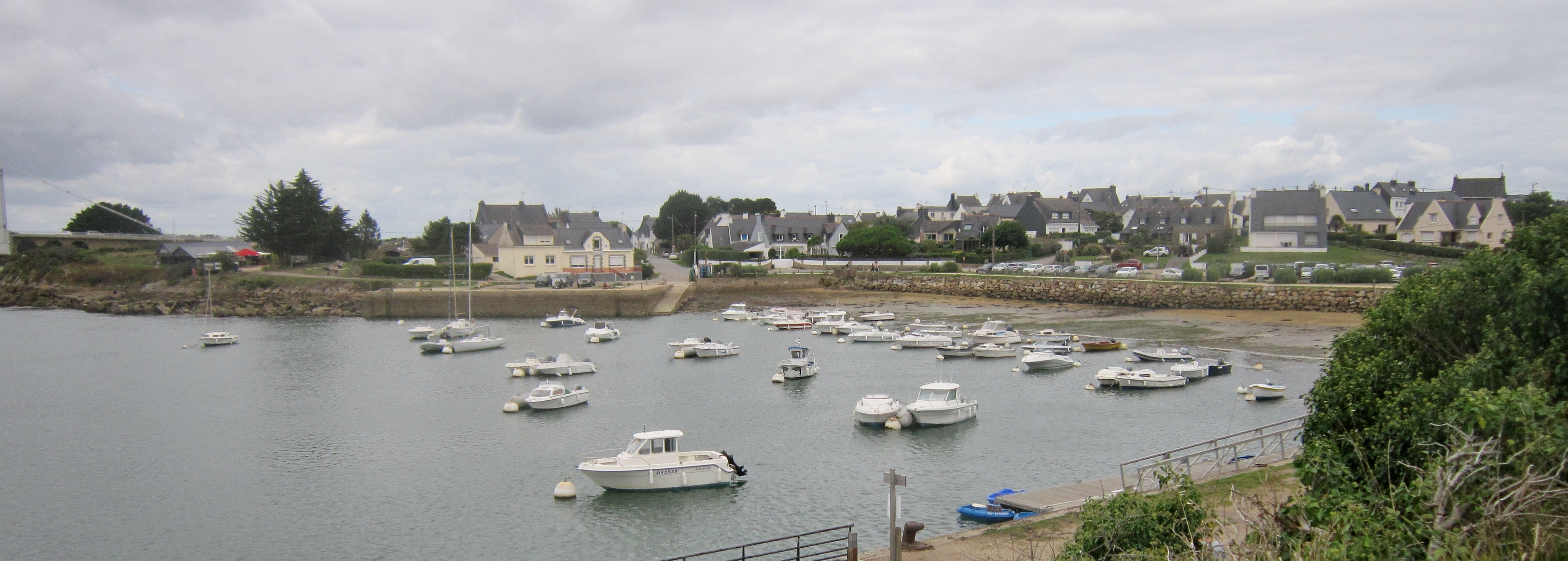
Le hameau et le port de Pont-Lorois.

L'attractivité littorale a suscité l'essor de zones importants d'habitat aux alentours du Pont Lorois, lieu de passage obligé pour gagner grâce au pont éponyme la rive droite de la ria d'Étel et, au-delà, Hennebont et Lorient ; d'autres zones d'habitat littoral se trouvent au niveau des ports traditionnels de Saint-Cado (tant sur l'ancienne île que sur le a partie continentale attenante) ou encore autour du port de Porh Niscop. D'autres zones d'habitat à tendance résidentielle se sont développées en des leux proches de la mer (comme au sud de la Pointe du Perche ou autour des hameaux de Ninezveur et Kercadoret ; une rurbanisation est nette, même dans des hameaux plus éloignés du littoral comme ceux de Crubelz et Kerclément, ainsi que sur la rive nord du ruisseau de Poumen (hameaux entre Keryano et Kervenahuel et à Pont du Sac'h. Le bourg de Belz connaît une extension linéaire en doigt de gant le long de la route départementale en direction de Pont Lorois.
La principale zone d'activités économiques s'est développée autour du lieu-dit Les Quatre-Chemins, au sud-ouest du bourg traditionnel, au carrefour des deux axes routiers principaux traversant la commune : la route départementale 16 (qui dessert vers le sud Étel) et la RD 781 (ancienne Route nationale 781), en direction d'Erdeven.

### Géologie
Le granite de Belz a été utilisé pour construire par exemple le Phare de Goulphar (à Bangor en Belle-Île-en-Mer) et de nombreuses constructions du port de Lorient au XIXe siècle (d'anciennes carrières subsistent à Keryargon et à Kernio ; lez zones granitiques du centre du finage communal sont souvent couvertes de bois de pins).

### Hydrographie
Pour un article plus général, voir Réseau hydrographique du Morbihan.
La commune est située dans le bassin Loire-Bretagne. Elle est drainée par le Goah Guillerm, le Calavret, le Poumen, le ruisseau de la Fontaine de kerlivio et le ruisseau de la Fontaine de kervoine,,.
Le Goah Guillerm, d'une longueur de 35 km km, prend sa source dans la commune de Languidic et se jette  dans le ria d'Étel en limite de Plouhinec et d'Erdeven, après avoir traversé huit communes. 
Le Calavret, d'une longueur de 13 km km, prend sa source dans la commune de Locoal-Mendon et se jette  dans le ria d'Étel à Locoal-Mendon. 

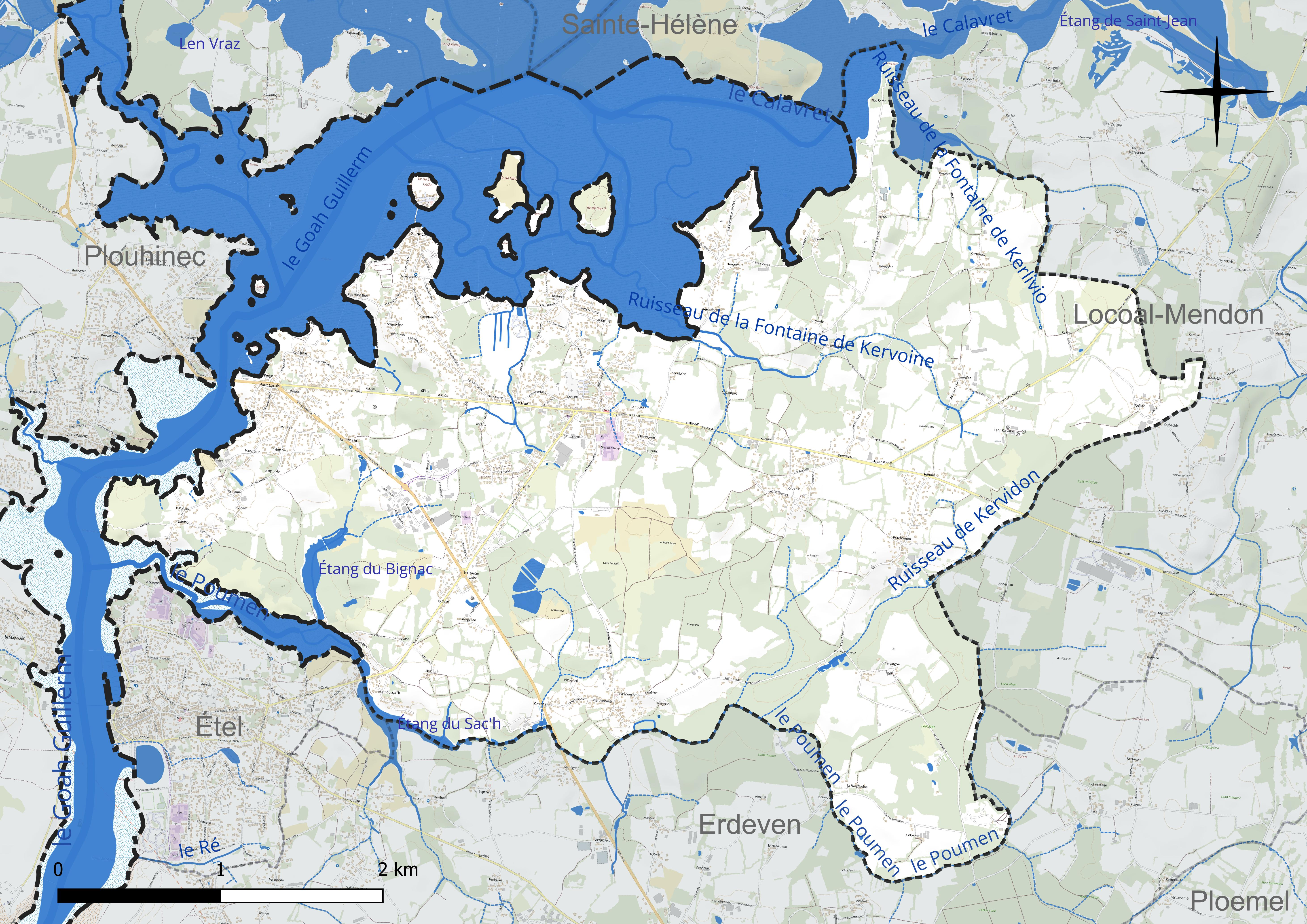
Réseau hydrographique de Belz.

Deux plans d'eau complètent le réseau hydrographique : l'étang du Bignac (4,37 ha) et l'étang du Sac'h, d'une superficie totale de 7,2 ha (2,87 ha sur la commune),.

### Climat
Pour des articles plus généraux, voir Climat de la Bretagne et Climat du Morbihan.
En 2010, le climat de la commune est de type climat océanique franc, selon une étude du CNRS s'appuyant sur une série de données couvrant la période 1971-2000. En 2020, Météo-France publie une typologie des climats de la France métropolitaine dans laquelle la commune est exposée à un climat océanique et est dans la région climatique  Bretagne orientale et méridionale, Pays nantais, Vendée, caractérisée par une faible pluviométrie en été et une bonne insolation. Parallèlement l'observatoire de l'environnement en Bretagne publie en 2020 un zonage climatique de la région Bretagne, s'appuyant sur des données de Météo-France de 2009. La commune est, selon ce zonage, dans la zone « Littoral doux », exposée à un climat venté avec des étés cléments.  
Pour la période 1971-2000, la température annuelle moyenne est de 12,1 °C, avec une amplitude thermique annuelle de 11,4 °C. Le cumul annuel moyen de précipitations est de 914 mm, avec 13,4 jours de précipitations en janvier et 7,1 jours en juillet. Pour la période 1991-2020, la température moyenne annuelle observée sur la station météorologique la plus proche, située sur la commune d'Auray à 14 km à vol d'oiseau, est de 12,6 °C et le cumul annuel moyen de précipitations est de 969,3 mm,. Pour l'avenir, les paramètres climatiques de la commune estimés pour 2050 selon différents scénarios d’émission de gaz à effet de serre sont consultables sur un site dédié publié par Météo-France en novembre 2022.

## Urbanisme

### Typologie
Au 1er janvier 2024, Belz est catégorisée petite ville, selon la nouvelle grille communale de densité à sept niveaux définie par l'Insee en 2022.
Elle appartient à l'unité urbaine de Belz, une agglomération intra-départementale regroupant trois  communes, dont elle est ville-centre,,. Par ailleurs la commune fait partie de l'aire d'attraction de Belz, dont elle est la commune-centre,. Cette aire, qui regroupe 2 communes, est catégorisée dans les aires de moins de 50 000 habitants,.
La commune, bordée par l'océan Atlantique, est également une commune littorale au sens de la loi du 3 janvier 1986, dite loi littoral. Des dispositions spécifiques d’urbanisme s’y appliquent dès lors afin de préserver les espaces naturels, les sites, les paysages et l’équilibre écologique du littoral, tel le principe d'inconstructibilité, en dehors des espaces urbanisés, sur la bande littorale des 100 mètres, ou plus si le plan local d’urbanisme le prévoit.

### Occupation des sols
L'occupation des sols de la commune, telle qu'elle ressort de la base de données européenne d’occupation biophysique des sols Corine Land Cover (CLC), est marquée par l'importance des territoires agricoles (55 % en 2018), en diminution par rapport à 1990 (57 %). La répartition détaillée en 2018 est la suivante :
zones agricoles hétérogènes (31,3 %), forêts (20,2 %), zones urbanisées (17,4 %), prairies (12,6 %), terres arables (11,1 %), zones humides côtières (3 %), zones industrielles ou commerciales et réseaux de communication (2 %), milieux à végétation arbustive et/ou herbacée (1,7 %), eaux maritimes (0,6 %). L'évolution de l’occupation des sols de la commune et de ses infrastructures peut être observée sur les différentes représentations cartographiques du territoire : la carte de Cassini (XVIIIe siècle), la carte d'état-major (1820-1866) et les cartes ou photos aériennes de l'IGN pour la période actuelle (1950 à aujourd'hui).

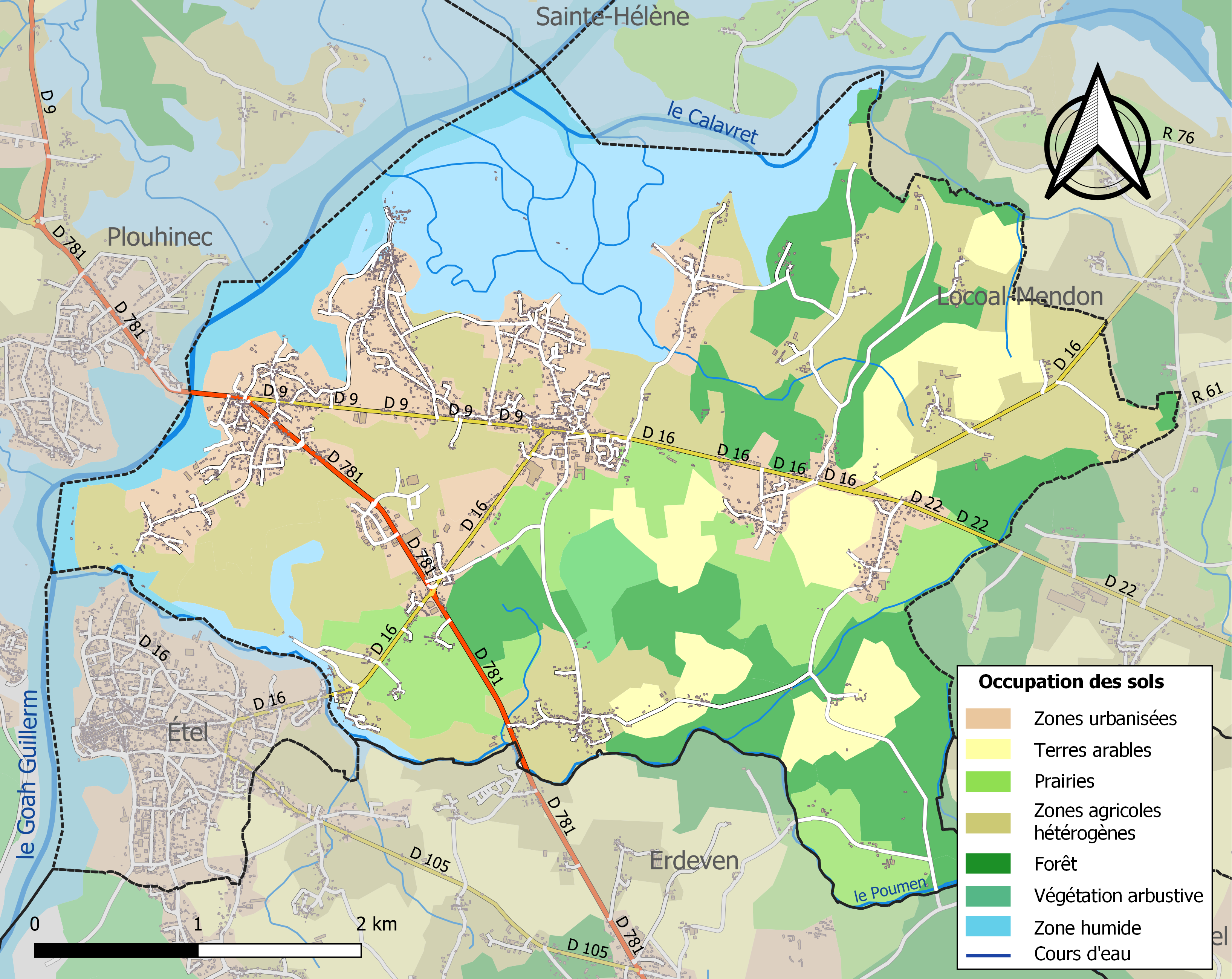
Carte des infrastructures et de l'occupation des sols de la commune en 2018 (CLC).

## Toponymie
Le nom breton de la commune, Belz, proviendrait du nom du dieu celte Bel, plus connu sous le nom de Belenos, représenté souvent avec un serpent à tête de bélier, dont l'île de Saint-Cado aurait été un de ses lieux de culte où se serait tenu son principal oracle. Ce n'est pas un hasard si la légende de saint Cado dit que celui-ci chassa les serpents de l'île de Saint-Cado. D'autres hypothèses existent toutefois, exposées dans son livre par Édouard Gilliouard.
On peut noter sa proximité étymologique avec le toponyme de Buchy, en Seine-Maritime, qui est attesté sous les formes romanes Bilcei en 1037 - 1045, Belci à la fin du XIIe siècle, Beuchi en 1319. « Selon François de Beaurepaire, Bilc- résulte de la contraction du nom de personne gaulois Bilicius. Albert Dauzat et Charles Rostaing qui ne connaissaient pas de formes anciennes y ont vu le nom de personne latin Bucius incompatible avec Bilcei, Belci. ».

## Histoire

### Préhistoire
Les destructions de mégalithes furent importantes par le passé. Félix Gaillard écrit par exemple en 1892 que « les destructions signalées (...) dans le canton de Belz ne remontent pas fort loin ; les monuments anéantis ont été vus en place par l'auteur, c'est-à-dire que leur destruction ne dépasse pas une trentaine d'années ». Il signale aussi que dans un passé plus lointain un grand dolmen à galerie a existé à Kernours ; ses pierres ont servi à la construction du moulin à vent de Kernours. Il énumère et décrit 15 monuments mégalithiques qui subsistaient alors encore dans la commune.
En 1888, 66 haches de bronze ainsi que des bracelets en or furent découverts à Belz. Ces objets sont exposés aux musées de Carnac, de Vannes et de Saint-Germain-en-Laye.
Plusieurs dolmens se trouvent sur le territoire communal.

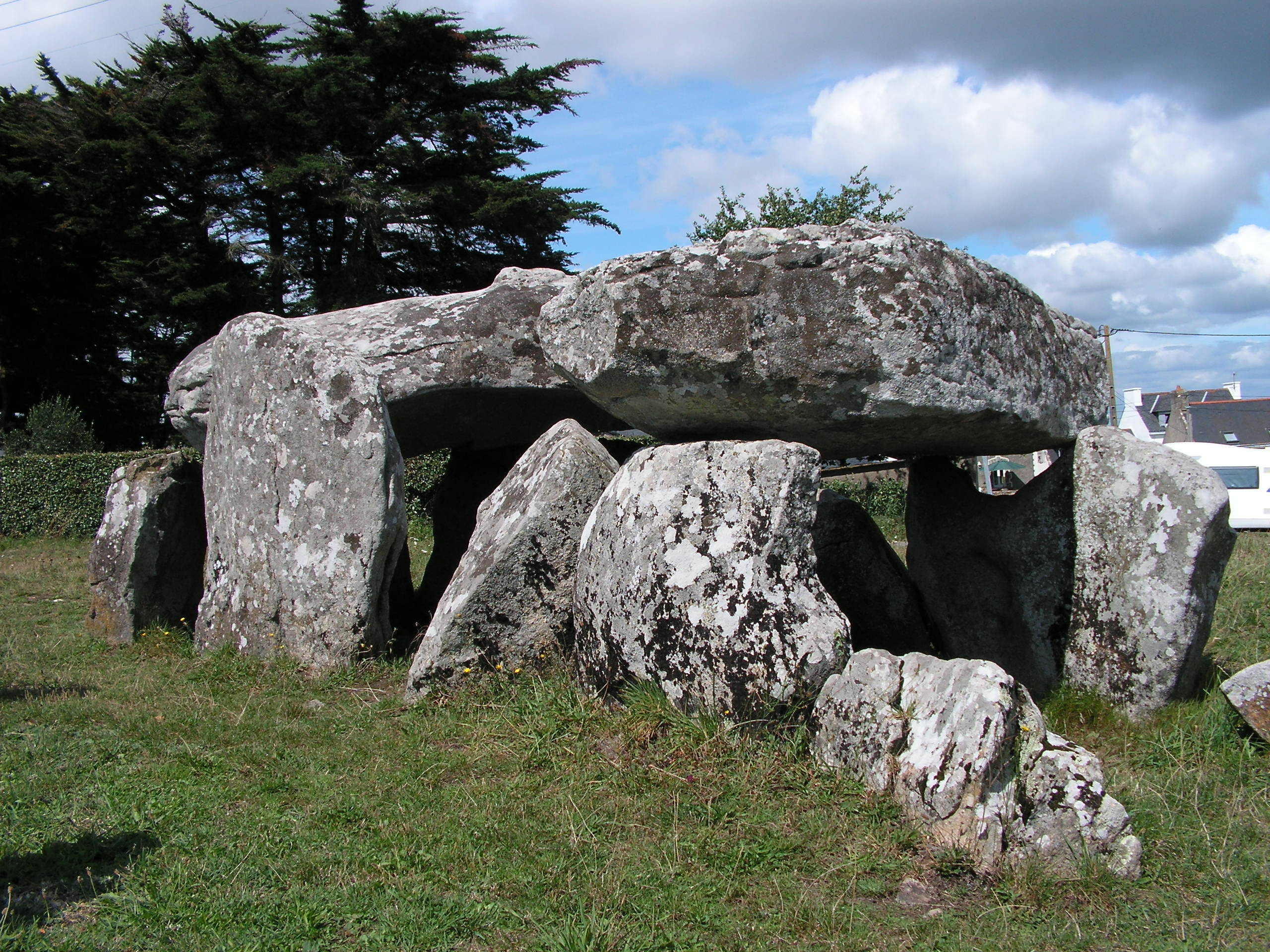
Le dolmen de Kerhuen Est.
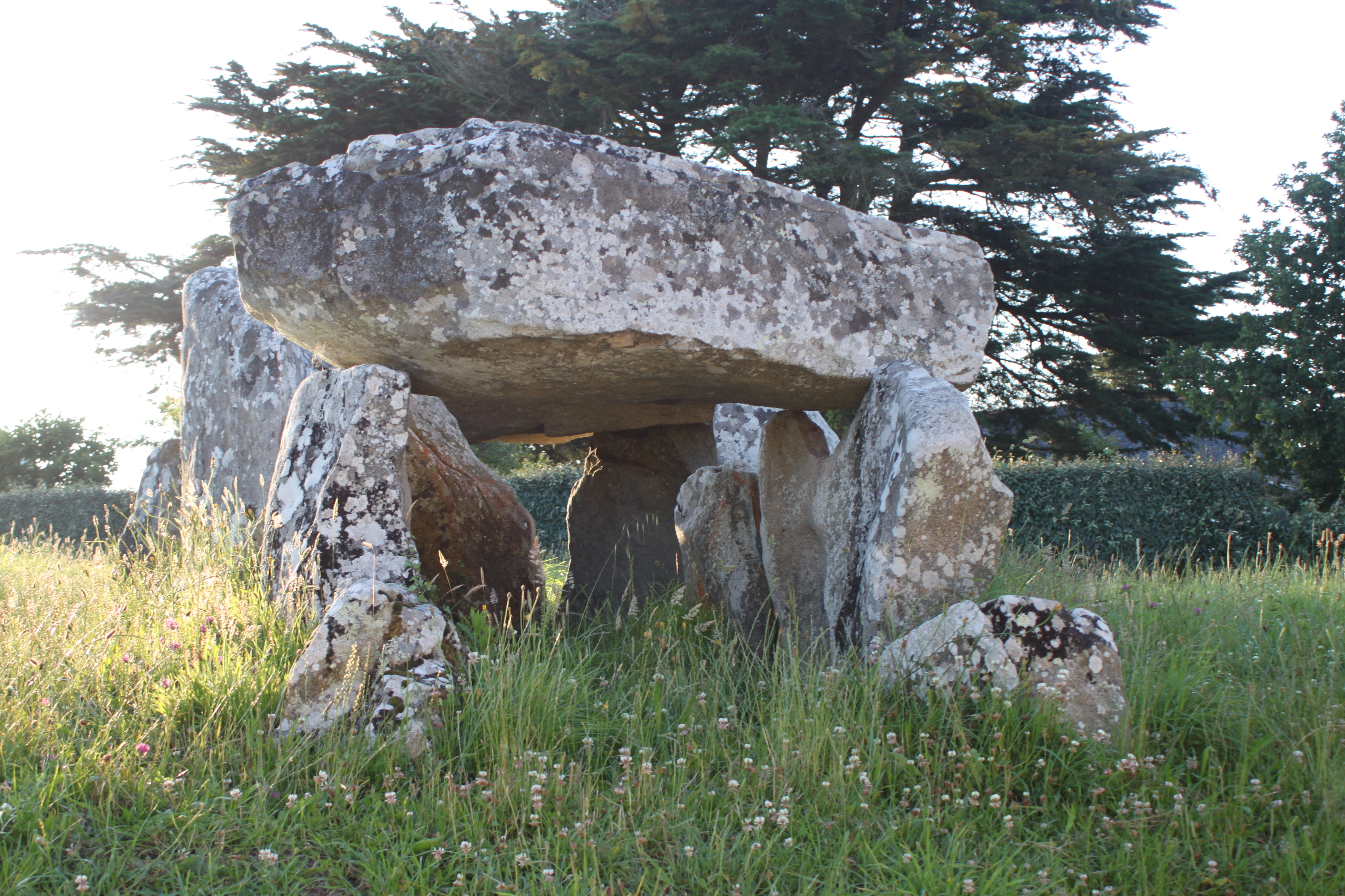
Le dolmen de Kerhuen Ouest.
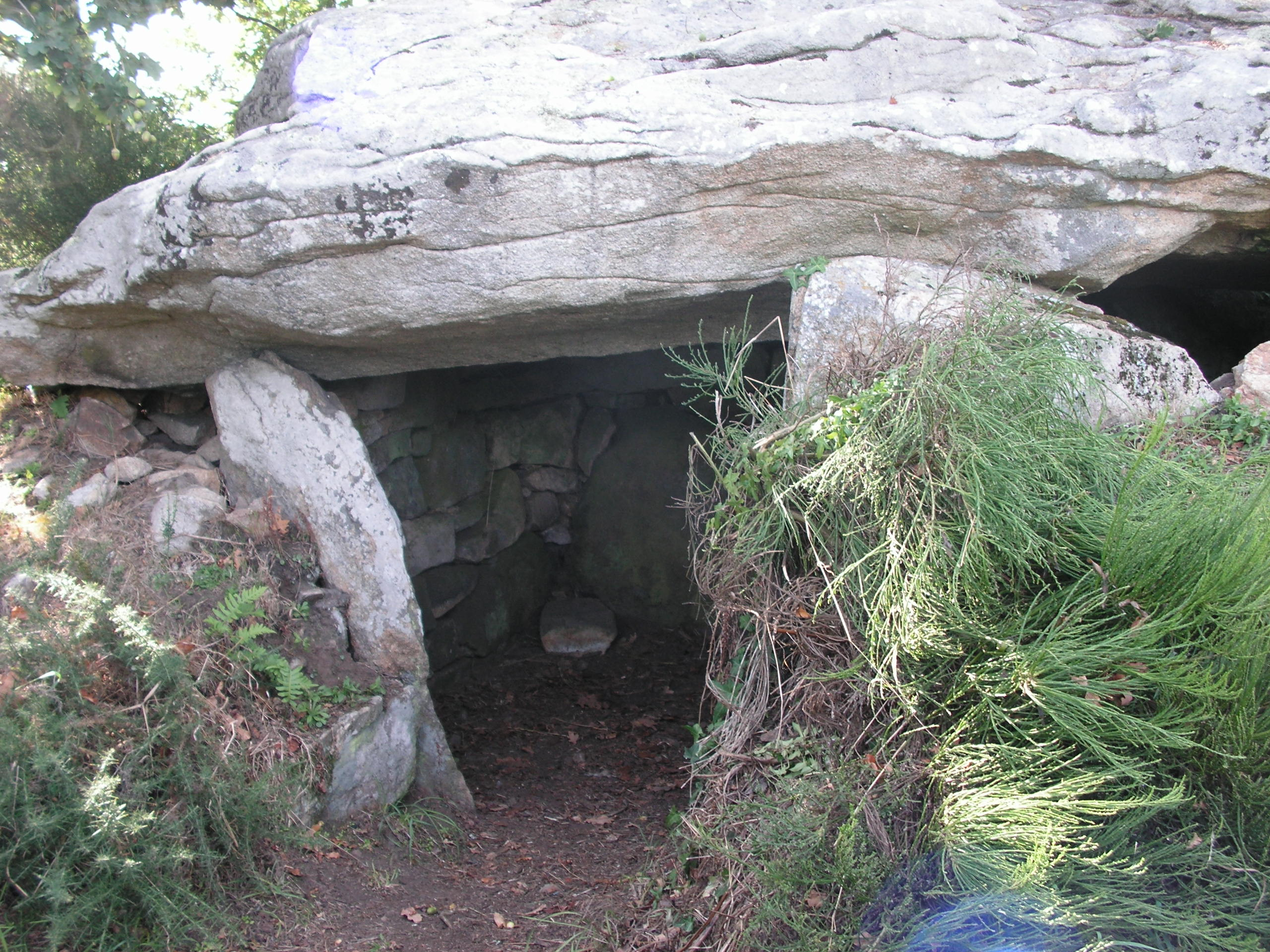
Le dolmen de Kerlutu.
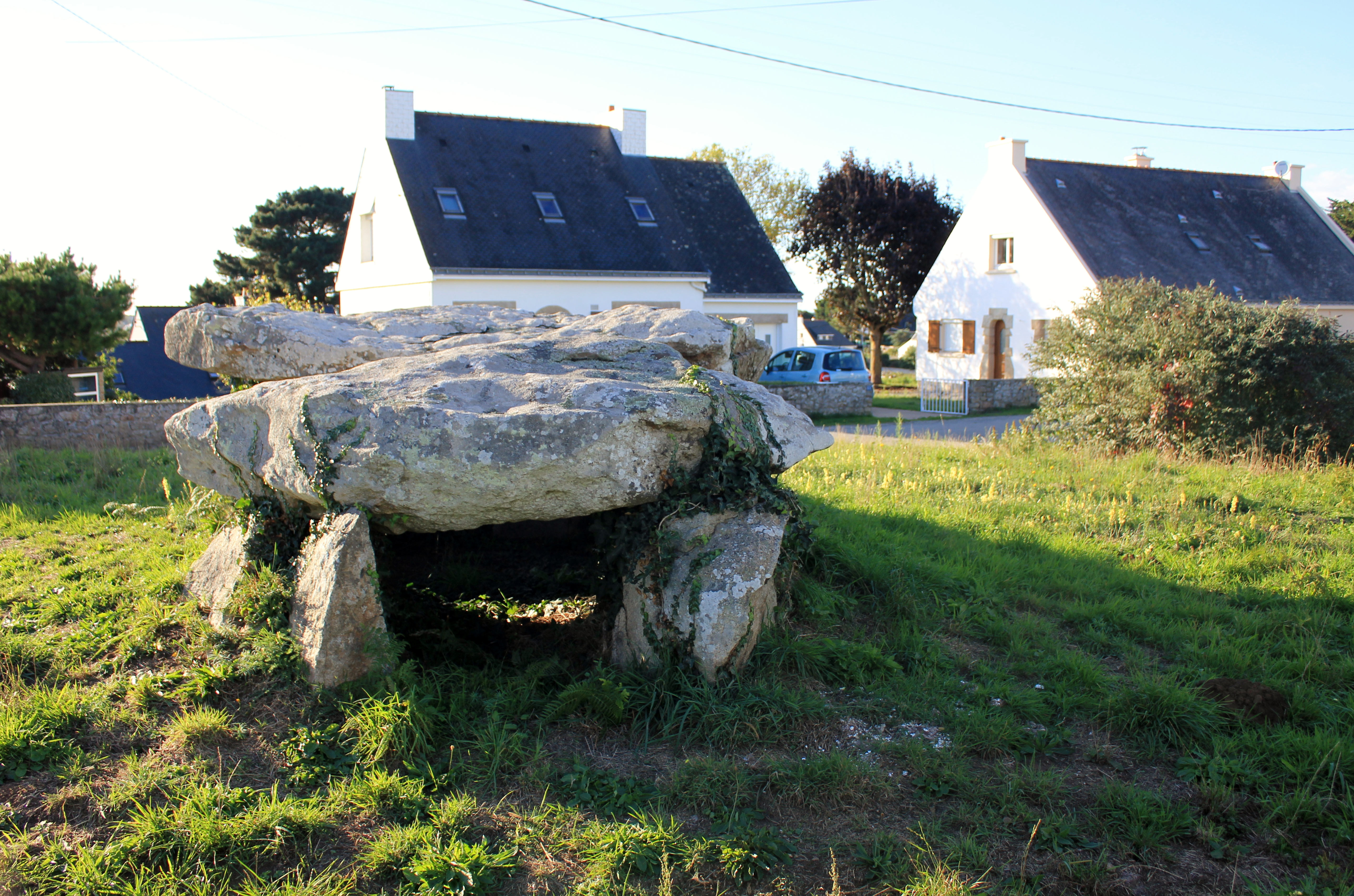
Le dolmen de Kerguéran.
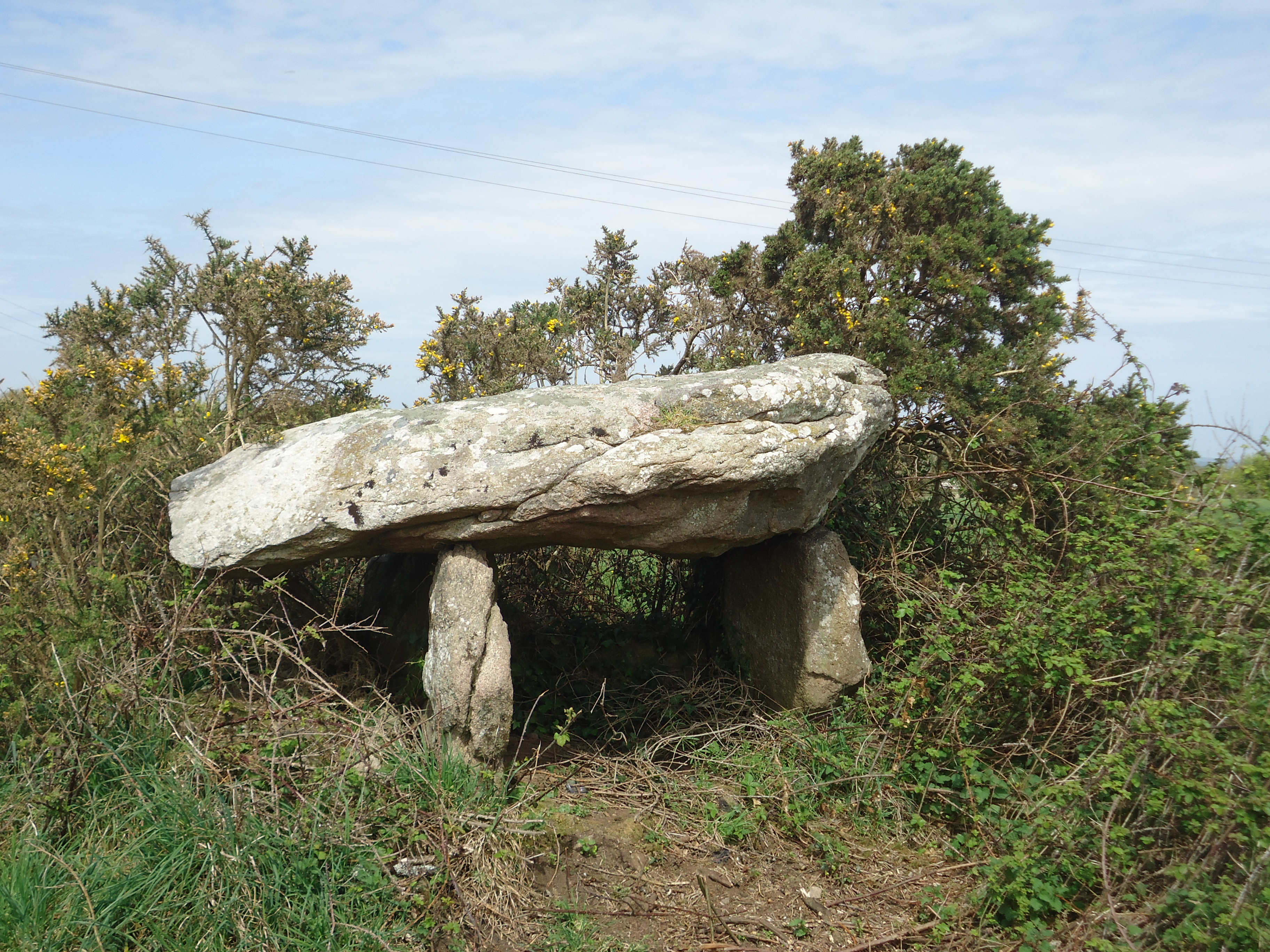
Le dolmen de Kerclément.
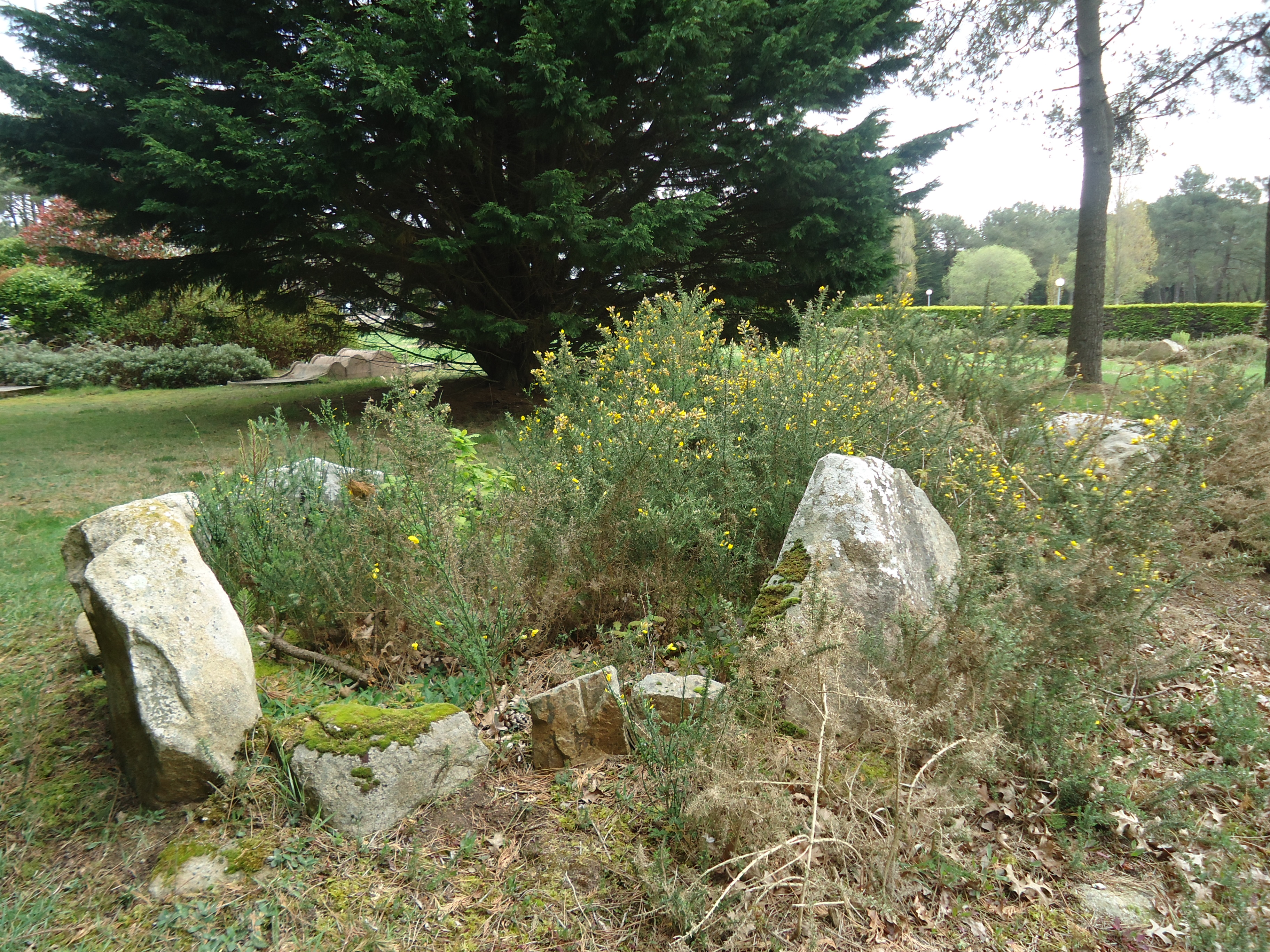
Le dolmen de Kergallan.
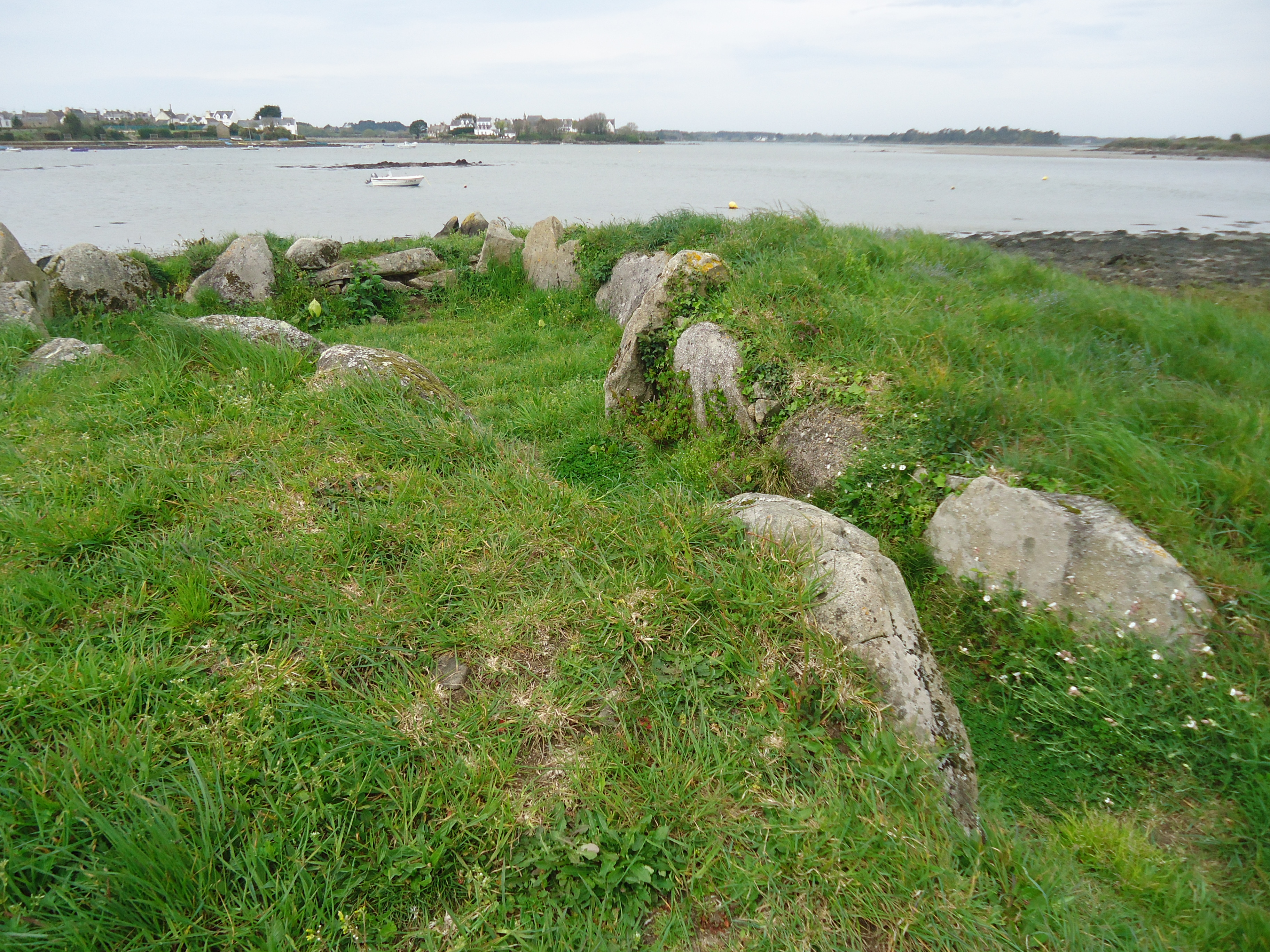
Le dolmen du Moulin des Oies.
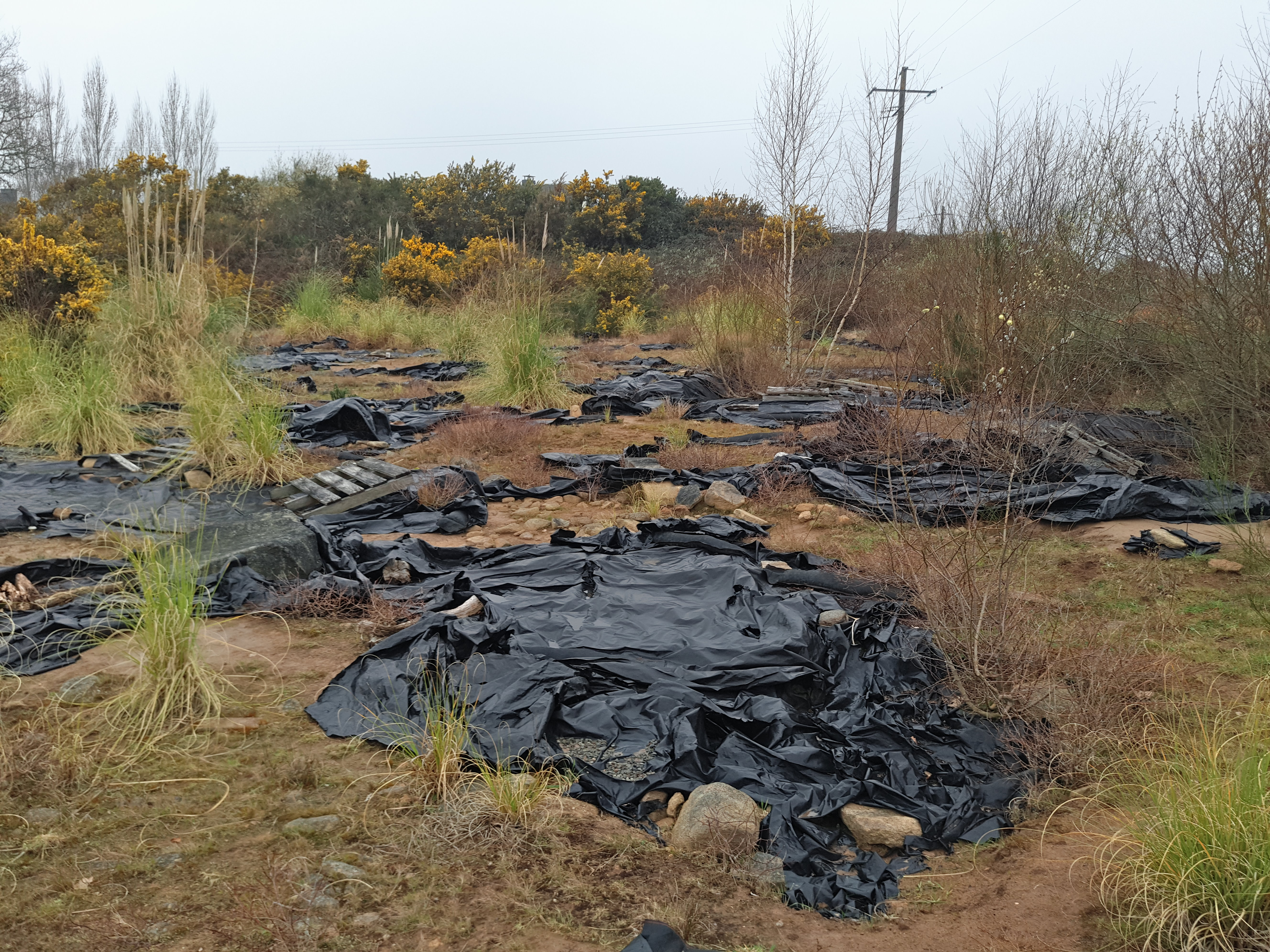
L'alignement de Kerdruellan recouvert de bâches de protection.

La commune s'enorgueillit désormais d'un site préhistorique prestigieux. À la suite d'un incendie qui dégagea ainsi incidemment le landier présent sur une zone artisanale, un champ de menhirs fut découvert en juillet 2006 sur le site de Kerdruellan, près de la ria d'Étel. Des fouilles préventives menées par l'INRAP sur 3 000 m2 ont mis au jour un ensemble de menhirs renversés et pour certains débités,. Une vingtaine de menhirs sont certifiés mais tous les cailloux mis en évidence appartiennent à des blocs autrefois dressés. Les tailles de ces monolithes de gneiss vont d'une soixantaine de centimètres à deux mètres.
Contrairement au cas des célèbres alignements de Carnac situés eux aussi dans le Morbihan, le sol contemporain de la mise en place des monolithes est ici conservé, ce qui permettra une lecture des différentes actions de l'homme depuis l'élévation des menhirs jusqu'à leur abandon. Le matériel archéologique découvert met en lumière deux périodes d'occupation du site : l'une au Néolithique récent (IIIe millénaire av. J.-C.), l'autre au Moyen Âge.
La mise à bas des menhirs semble avoir commencé l'époque même du néolithique récent. Plusieurs menhirs gisent juste à côté de leur trou de calage. Cet « iconoclasme préhistorique » n'est pas un cas isolé comme en témoignent les exemples des grands menhirs de Locmariaquer segmentés et réemployés dans certains dolmens. Cette action traduit une évolution des mentalités au cours de cette période.
Au Moyen Âge et jusqu'au XVIIe siècle, la mise en valeur agricole des terres entraîne le débitage et l'exploitation des blocs qui apparaissent lors des labours. On retrouve d'ailleurs la trace d'un mur d'enceinte datant de cette époque et dont la fondation est constituée de ce matériel de récupération.
Vu l'importance du site, une instance de classement au titre des Monuments historiques est en cours.
En 2006, une nouvelle fouille a dénombré une soixantaine de monolithes sur le site de Kerdruellan.
Une allée couverte a été découverte en 2020 sur la plage de Kerio.

### Moyen Âge
La paroisse de Belz, ainsi que celles d'Erdeven et de Mendon sont des démembrements de l'ancienne paroisse de Ploemel.

#### Le doyenné de Pou-Belz
La paroisse de Belz dépendait au Haut Moyen Âge du doyenné de Pou-Belz ou pagus de Belz, un pagus, c'est-à-dire une subdivision administrative du Vannetais, qui comprenait 18 paroisses : il était borné à l'ouest par la mer, depuis la Pointe de Quiberon jusqu'au Port-Louis, au nord-ouest par le Blavet, à l'est par la Rivière d'Auray et incluait au nord les paroisses de Languidic, Landévant, Landaul et Pluvigner,.

#### La légende de saint Cado

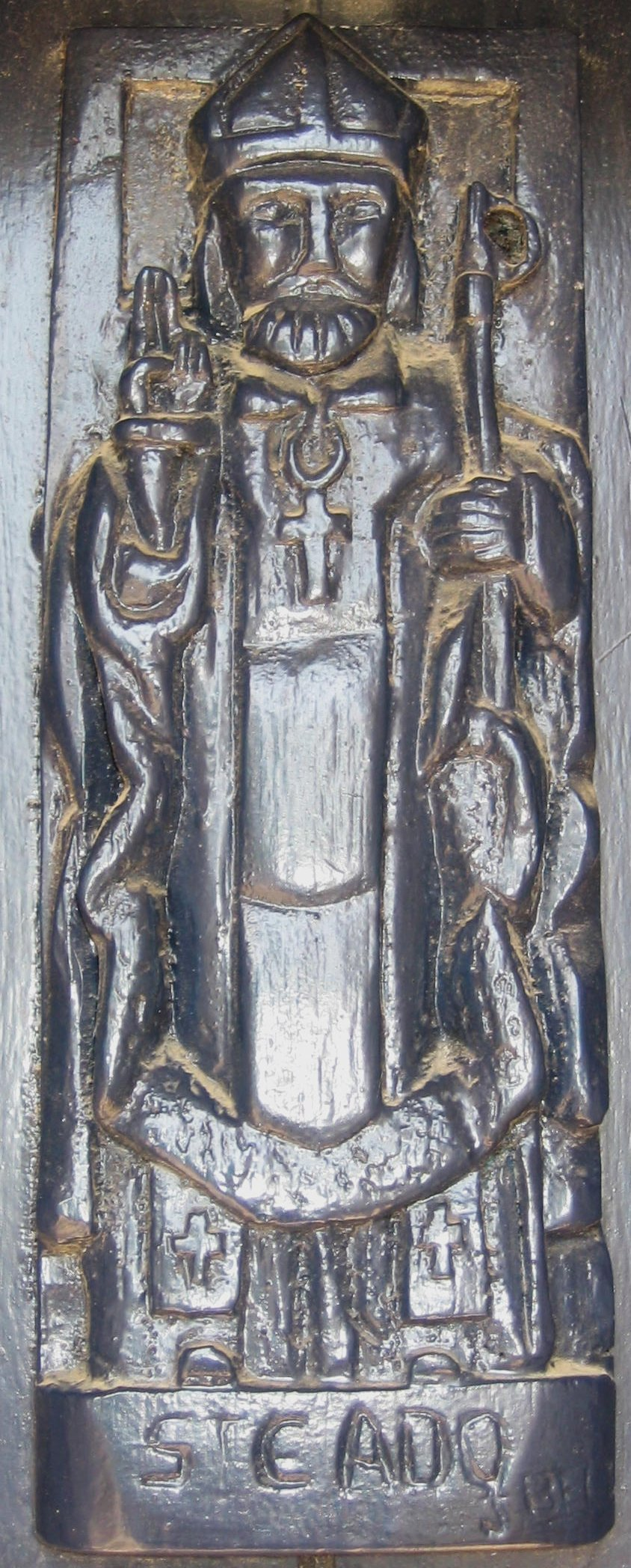
Représentation de saint Cado sur la porte sud de la chapelle de Saint-Cado.

D'après la Vita Cadoci, écrite au XIIe siècle, saint Cado aurait construit sur l'île du même nom une belle église en pierre « construxit quidem illo (Sancti Cadoci) basilicam lapidibus elegantem », ainsi qu'un pont menant à l'île. L'église encore visible aujourd'hui sur l'île ne date que du XIe ou XIIe siècle. Plusieurs donations ont été effectuées au cours du XIe siècle à Saint-Cadou, avant que ce monastère « Sancti Catuoedi confessoris de Brouerec monasterium » ne soit donné par le duc de Bretagne Alain IV Fergent en 1089, avec l'ensemble de ses dépendances, à l'abbaye Sainte-Croix de Quimperlé.
Selon Albert Le Grand, saint Cado s'installa « en une petite isle qu'on nomme à présent Enes-Cadvod, en la paroisse de Belz, laquelle isle estoit remplie de serpents ; mais le saint l'en purgea par ses prières et tient-on que depuis il ne s'en trouva plus. Il y édifia un petit monastère et, voyant que le peuple du pays circonvoisin l'y venoit visiter, il bastit un beau pont sur le bras de mer qui est entre la dite île et la terre ferme, joignant l'embouchure de la rivière Estell, lequel ayant esté démoly, fut par lui refait encore une fois. Il vescut en ce lieu avec un rare exemple de sainteté, jusqu'à l'an 567 que, par commandement de Dieu, il quitta la Bretagne et, ayant voyagé par la France, passa les monts et arriva en Italie, où il s'arrêta quelque temps en la ville de Bénévent, dont l'évêque étant mort, il fut eslu pour son successeur ».
En réalité, saint Cado n'a jamais été évêque de Beneventum (Bénévent) en Italie mais de Bannaventa (en) en Grande-Bretagne.

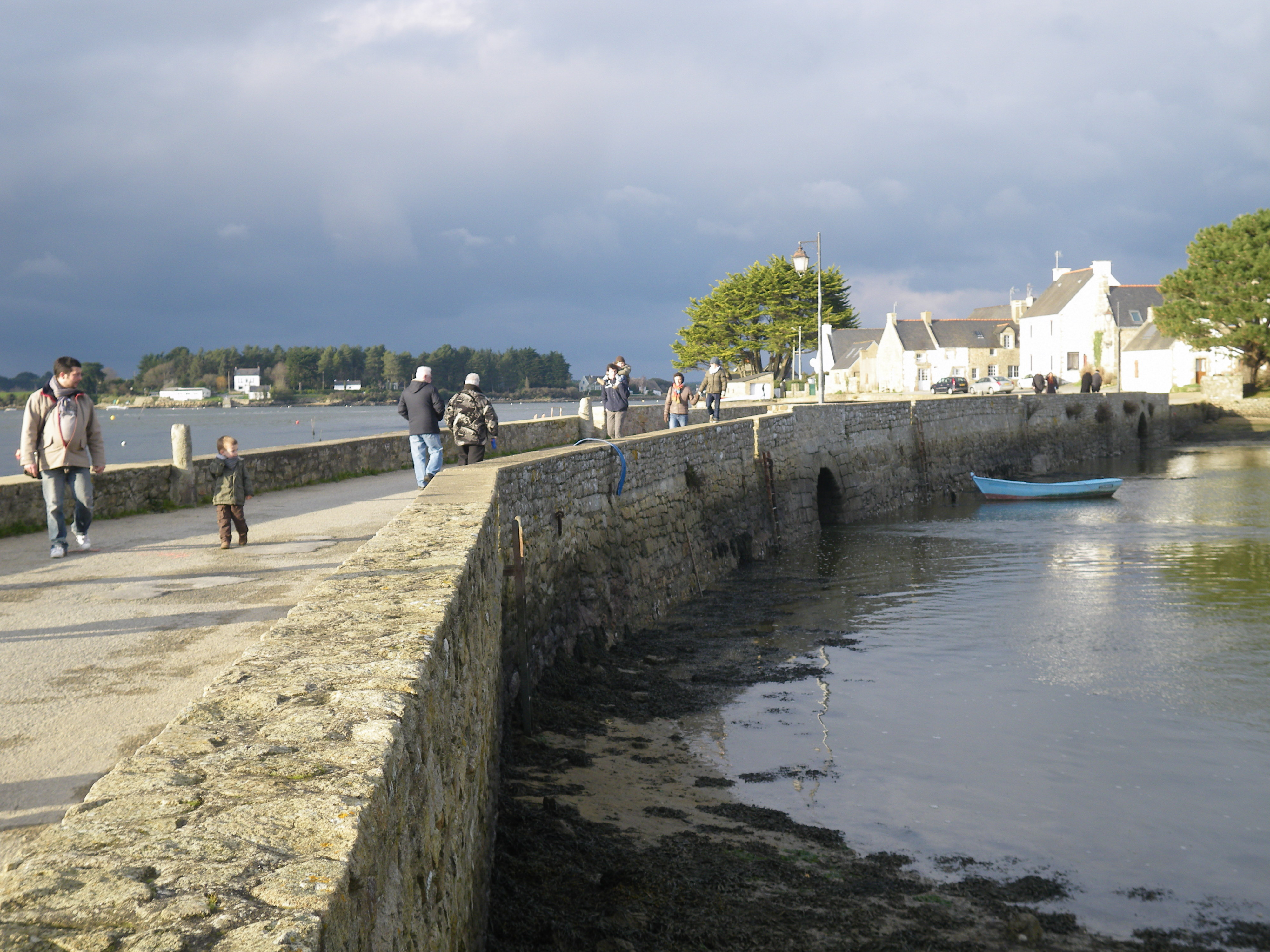
Le pont reliant l'île de Saint-Cado au continent.

Selon d'autres légendes, c'est une incursion de pirates normands ou saxons qui aurait obligé saint Cado à abandonner l'île. C'est cette tradition qui a prévalu dans la région. L'île de Saint-Cado est éloignée d'environ 100 mètres du village de Saint-Cado, et la construction de la jetée qui la relie au continent est attribuée au saint. Les moyens manquant au saint pour sa construction, il eut recours au diable, qui se chargea de ce travail et Satan l'exécuta en une nuit contre la promesse que le premier individu qui passerait le pont lui appartiendrait. Saint Cado accepta le marché, mais fit traverser le pont en premier par un chat noir. Voyant qu'il avait été dupé, Satan voulut détruire son ouvrage, mais saint Cado se précipita pour l'en empêcher, mais son pied glissa et laissa sur le rocher une empreinte ineffaçable nommée "la glissade de saint Cado, vénérée par les pèlerins et les habitants du village qui l'ont fait recouvrir d'une grille en fer au-dessus de laquelle ils ont élevé un calvaire en granit.

### Temps modernes

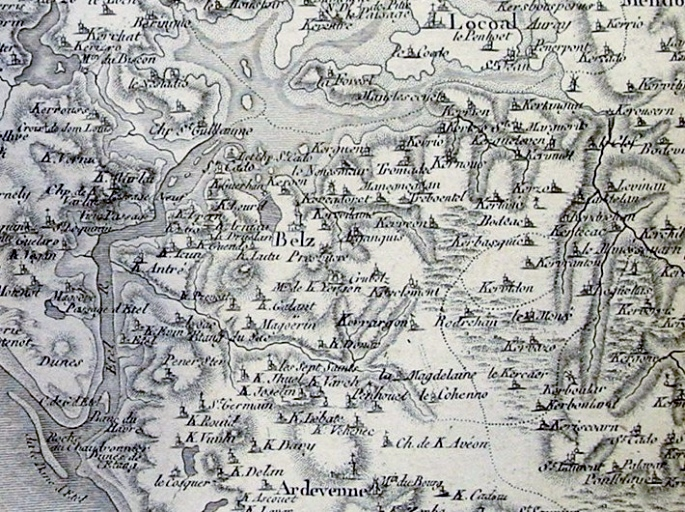
Belz au XVIIIe siècle (carte de Cassini).

Anne-Marie Cado, un jeune noir originaire du Mozambique, fut pendant 34 ans un esclave au service de Madame de Coligny, dans une maison située dans l'île de Saint-Cado.
Jean-Baptiste Ogée décrit ainsi Belz en 1778 :

« Betz, à peu de distance de la mer ; à 6 lieues 1/3 à l'ouest de Vannes, son évêché ; à 26 lieues 1/3 de Rennes et à 3 lieues d'Auray, sa subdélégation. Le Roi est le seigneur supérieur de cette paroisse, où l'on compte 1 500 communiants. La Cure est à l'ordinaire. Il y a haute justice qui, de la baronnie de Lanvaux, ressortit au siège royal d'Auray. Ce territoire forme un pays plat, fertile en grains, si vous en exceptez quelques vallons où l'on voit des prairies. (...) Belz renferme les maisons nobles suivantes : les manoirs de Keralain et de Manéguégant, en 1250 à Pierre de Rosmadec, celui de Keriargou [Kerjargon] à Jean Guimarho [Jean Guy Marho]. »

### Révolution française
« En 1795, après la bataille de Quiberon, Belz déposa les armes et acquiesça aux propositions de paix ». Parmi les chouans originaires de Belz, à titre d'exemple, les trois frères Jacques, Grégoire et Guillaume Éveno, étaient membres de l'Armée catholique et royale du Morbihan (division Cadoudal) ; Pierre Le Guen déclara en substance lors de l'interrogatoire qu'il subit par la suite devant la commission militaire de Port-Liberté qu'il avait été enrôlé sous la menace et qu'il n'est qu'un pauvre laboureur, entraîné de force dans l'expédition de Quiberon.

### LeXIXesiècle
Le journal Le Figaro raconte qu'en 1831, le long de la route boisée allant de Ploëmel à Belz, des chouans coupèrent les oreilles d'un cordonnier connu pour ne pas les soutenir, lequel portait des souliers au maire de Belz.

#### Belz vers le milieu duXIXesiècle
A. Marteville et P. Varin, continuateurs d'Ogée, décrivent ainsi Belz en 1843 :

« Belz (sous l'invocation de saint Saturnin, évêque et martyr) ; commune formée par l'ancienne paroisse de ce nom, aujourd'hui cure de 2e classe ; chef-lieu de perception ; brigade de gendarmerie temporaire. (...) Principaux villages : Saint-Cado, Kerguerhan, Kerlourde, Keriutu, Kerradoret, Kervoine, Crubelz, Kerargon, Kerdonnaire, Kergatan, Kerantré, Queubernan, Manniatan, Kerquinno, le Bodéac, le Cordic, le Puzic. Superficie totale : 1 585 hectares, dont (...) terres labourables 599 ha, prés et pâturages 121 ha, bois 15 ha, vergers et jardins 19 ha, landes et incultes 677 ha, étangs 15 ha (...) Moulins à eau du Sac, de l'Oie. Il y avait en Belz cinq chapelles fréériennes et deux particulières ; les unes et les autres ne sont plus actuellement desservies. L'église a été reconstruite en 1678, mais on ignore la date de sa première fondation. On croit qu'il y avait dans la paroisse un prieuré de templiers. Les anciens manoirs sont tous actuellement en ruines.On a ouvert plusieurs carrières de granit, qui ont servi notamment à la construction du phare de Belle-Isle et au port de Lorient. Il y a dans le bourg même un grand monticule de terre d'où l'on découvre une grande étendue de pays. Entre le village de Saint-Cado et l'isle Saint-Cado se trouve un pont en pierres de taille remarquable par son antiquité, sa solidité, et aussi par sa structure grossière. Il n'a que deux arches, mais sa longueur totale est de 100 mètres sur une largeur de 4. La tradition populaire attribue de pont au diable, qui aurait été la dupe de saint Cado. On voit dans l'île un calvaire en granit, élevé en 1832 des deniers de M. Marec, vicaire de la commune. Entre Belz et Plouhinec on construit, sur le bras de mer qu'on nomme rivière d'Étel, un pont suspendu, qui portera le nom de pont Lorois (du nom du préfet actuel du département). Il y a foire à Saint-Cado le dimanche qui précède et le dimanche qui suit le 21 septembre. (...) Géologie : constitution granitique. On parle le breton. »

L'épidémie de choléra de 1849 fit 30 malades (dont 4 moururent) à Belz. L'épidémie de variole qui frappa la région entre 1887 et 1889 fit, pour la seule année 1888, 50 malades (dont 19 morts) à Belz.
Plusieurs hommes originaires de Belz furent zouaves pontificaux : par exemple Jean-Vincent Le Doéré et Joseph Guillevic, ce dernier participant vainement aux combats défendant le pouvoir temporel du Pape et visant à empêcher la Prise de Rome en 1870 qui parachève l'Unité italienne

#### Belz vers la fin duXIXesiècle
Benjamin Girard décrit ainsi Belz en 1889 :

« Le bourg de Belz, chef-lieu du canton de ce nom, est traversé par la route départementale d'Auray à Port-Louis, dont les deux parties sont mises en communication par un pont suspendu, nommé Pont-Lorois, jeté sur la rivière d'Étel, qui baigne une portion du territoire de la commune où l'on trouve quelques monuments druidiques [en fait préhistoriques] et des carrières de granit d'une bonne qualité. L'église paroissiale, en partie romane, a eu des reconstructions en 1678. À l'extrémité nord-ouest de la dite commune, sur le bord de la rivière d'Étel, se trouve le gros village de Saint-Cado (...) »

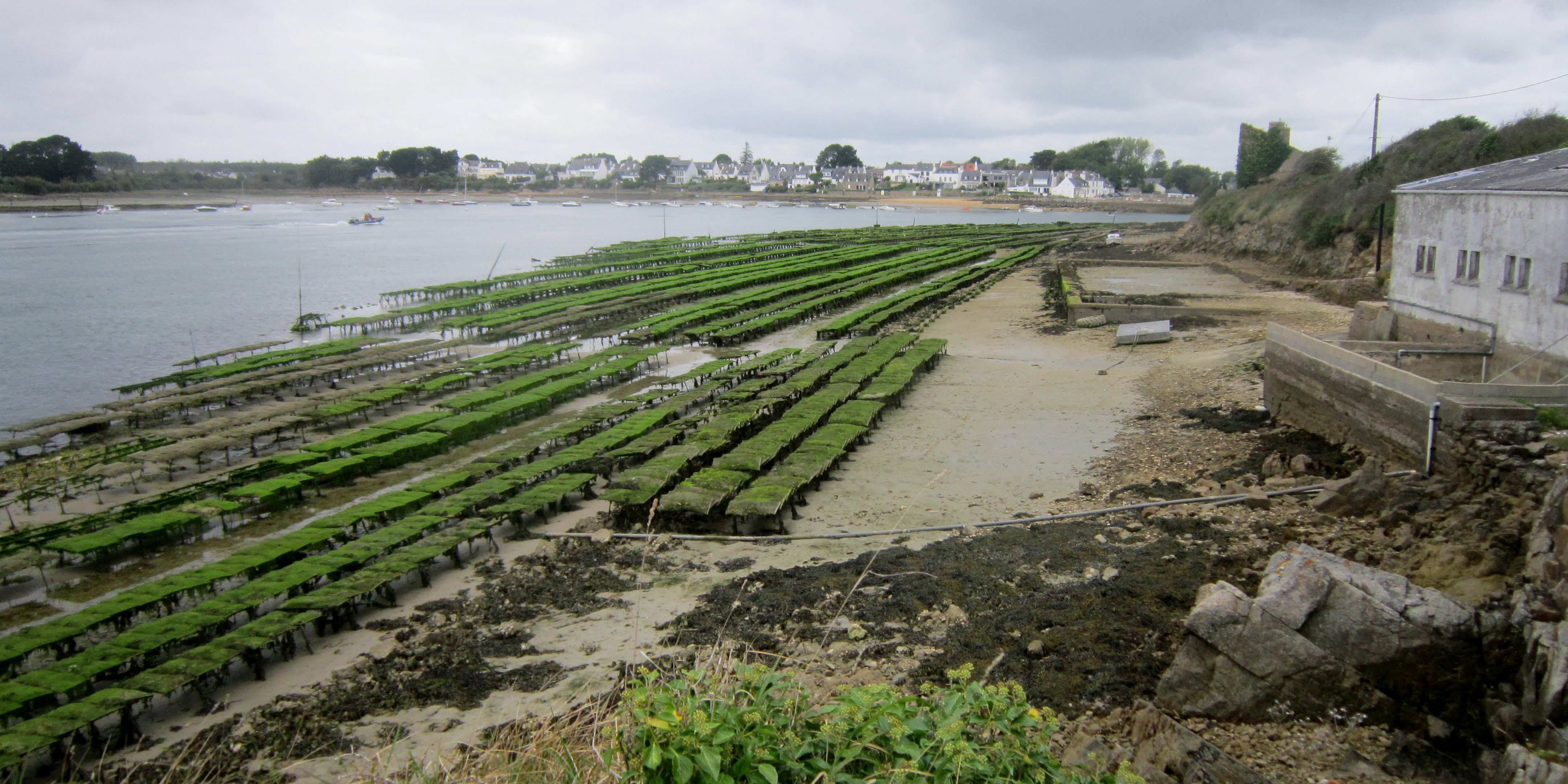
Tables ostréicoles le long de la rive gauche de la Rivière d'Étel en amont de l'Anse du Sac'h.

L'ostréiculture s'est beaucoup développée à partir de la décennie 1890 sur les rives de la ria d'Étel, entraînant la création de nombreuses installations ostréicoles et de maisons de gardiens de parcs à huîtres, notamment sur l'îlot de Nichtarguer, l'île des Moines et l'île de Niheu, ainsi que sur le continent à Kerispern et à la Pointe de Kerrio par exemple.

### LeXXesiècle

#### La Belle Époque
En 1902 les religieuses de Belz, qui avaient dans un premier temps quitté de bonne volonté leur école pour obéir à la Loi sur les congrégations, y revinrent pour rouvrir leur école, ce qui nécessita leur expulsion. 
Le curé de Belz vit son traitement suspendu en janvier 1903 pour avoir prêché et enseigné le catéchisme en breton. Des autodafés de manuels scolaires proscrits par l'Église catholique furent organisés dans plusieurs communes du Morbihan comme Férel, Belz, Rochefort, Gestel et Saint-Thuriau en 1910.
Un décret de juin 1910 attribue à la commune de Belz, à défaut de bureau de bienfaisance les biens ayant appartenu à la fabrique de Belz et placés sous séquestre depuis la querelle des Inventaires.
La ligne de tramway reliant La Trinité-sur-Mer à Étel ouvre en 1901 ; cette ligne, qui dessert Belz, croise en gare de Plouharnel - Carnac l'antenne vers Quiberon du P.O.. Fermée en 1914, la ligne ouvre à nouveau en 1922 après avoir été mise à écartement métrique, mais ferme définitivement dès 1935.

#### La Première Guerre mondiale
Le monument aux morts de Belz porte les noms de 133 soldats et marins morts pour la France pendant la Première Guerre mondiale.

#### L'Entre-deux-guerres

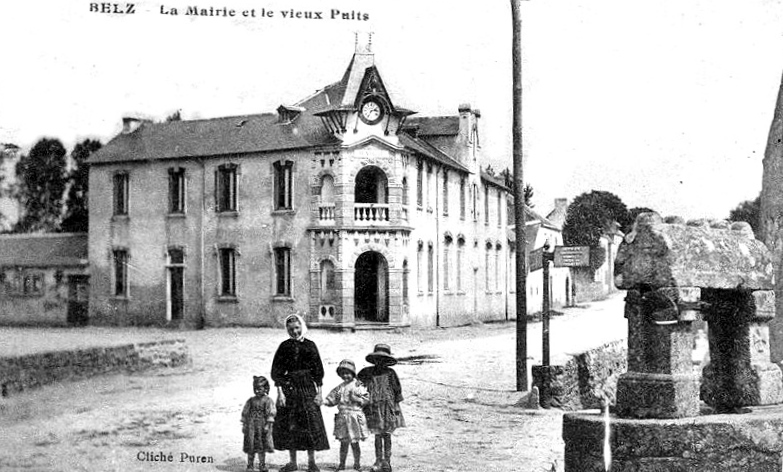
Belz : la mairie et le vieux puits vers 1920 (carte postale).
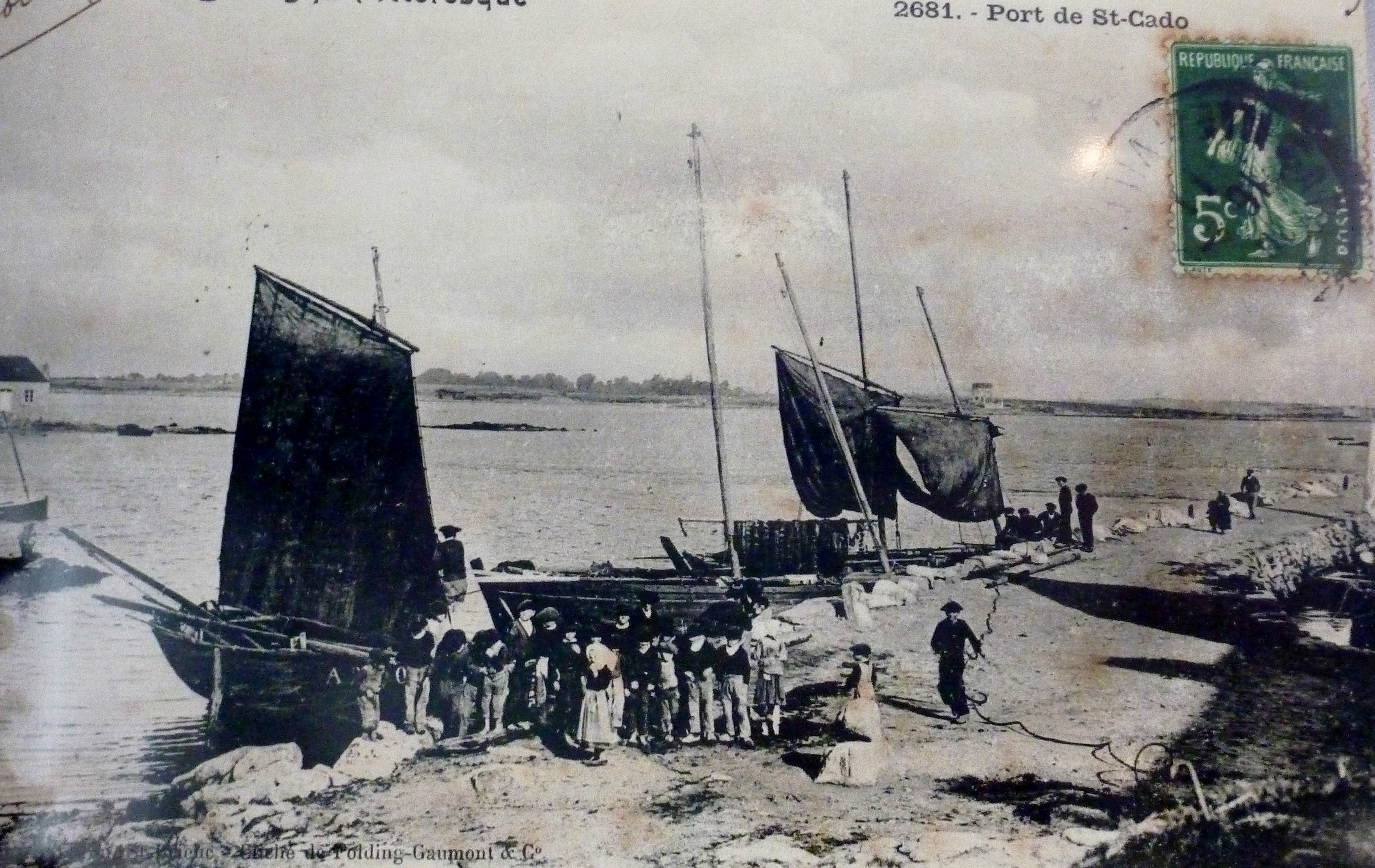
Chaloupes sardinières dans le port de Saint-Cado vers 1920.
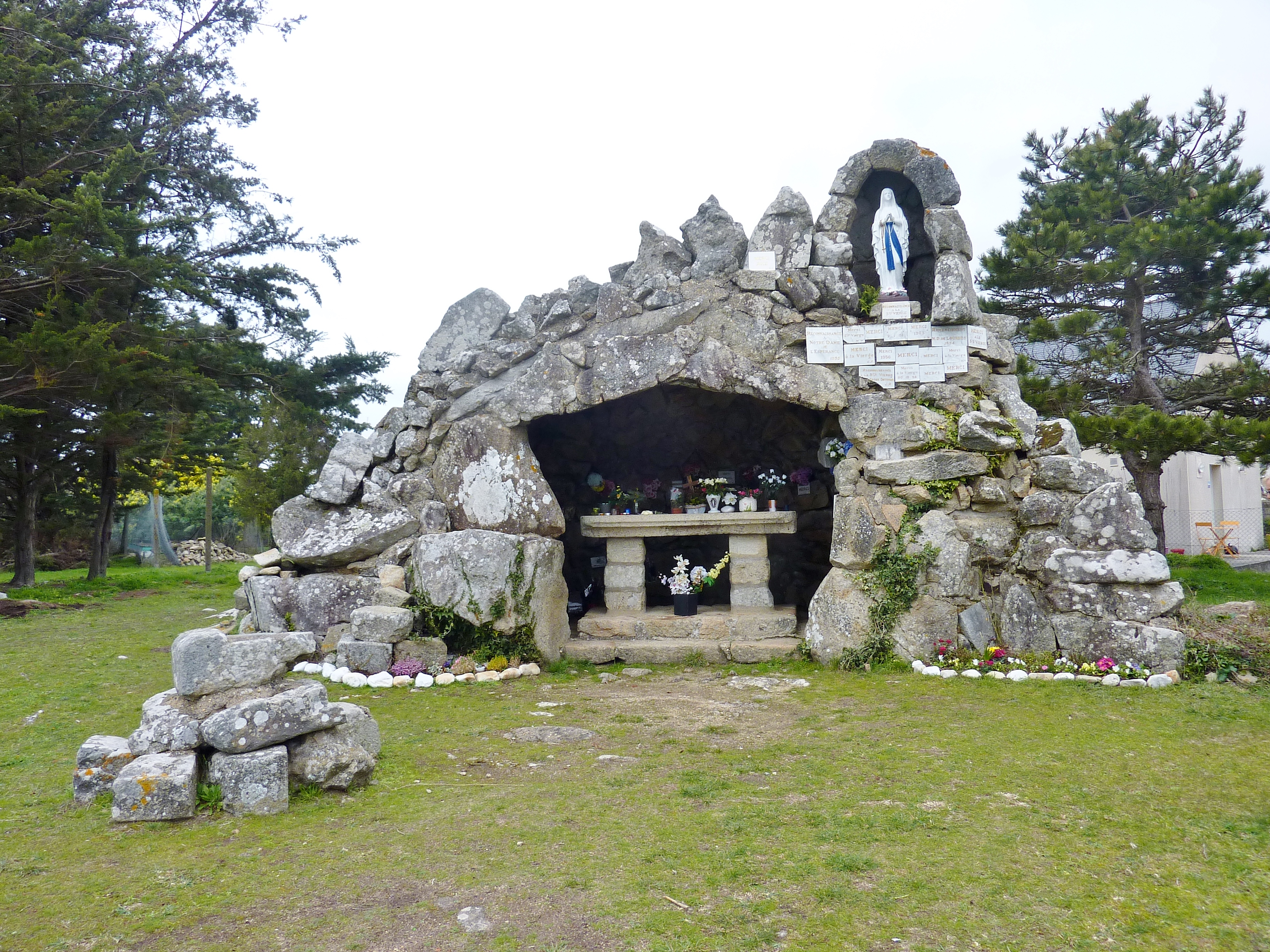
La grotte de Pont-Lorois (Oratoire de Porh Niscop) : une réplique de la grotte de Lourdes.

#### La Seconde Guerre mondiale
Le monument aux morts de Belz porte les noms de 21 personnes mortes pour la France pendant la Seconde Guerre mondiale. Une plaque commémorative située sur la façade de sa maison natale honore la mémoire du résistant Léon Le Moullec, mort en déportation à Wöbbelin (Allemagne) le 2 mai 1945. Trois autres habitants de Belz ont été déportés (Emmanuel Le Lamer, Félix Guillet et Pierre Le Corvec),. Rémy Guillevic, Margot Conan, Joseph Laferrière et Joachim Le Mer, résistants membres du 4e bataillon des Forces françaises de l'intérieur participèrent aux combats pour la libération de la poche de Lorient, notamment à Nostang.

#### Port-Niscop et l'anse du Porhic
Niscop est une altération de En Eskop qui signifie "l'évêque" en breton, probablement en référence à saint Cado qui aurait eu l'habitude d'y venir sur un rocher pour bénir les bateaux avant leur départ.
Une première cale-abri est construite à Port-Niscop en 1903. En 1912 deux coffres d'amarrage sont mouillés dans le port, permettant de servir 150 bateaux. Un quai de 37 mètres de long est enfin construit en 1927 ; un terre-plein est édifié au sud du port en 1938 pour servir d'abri aux dundee thoniers.

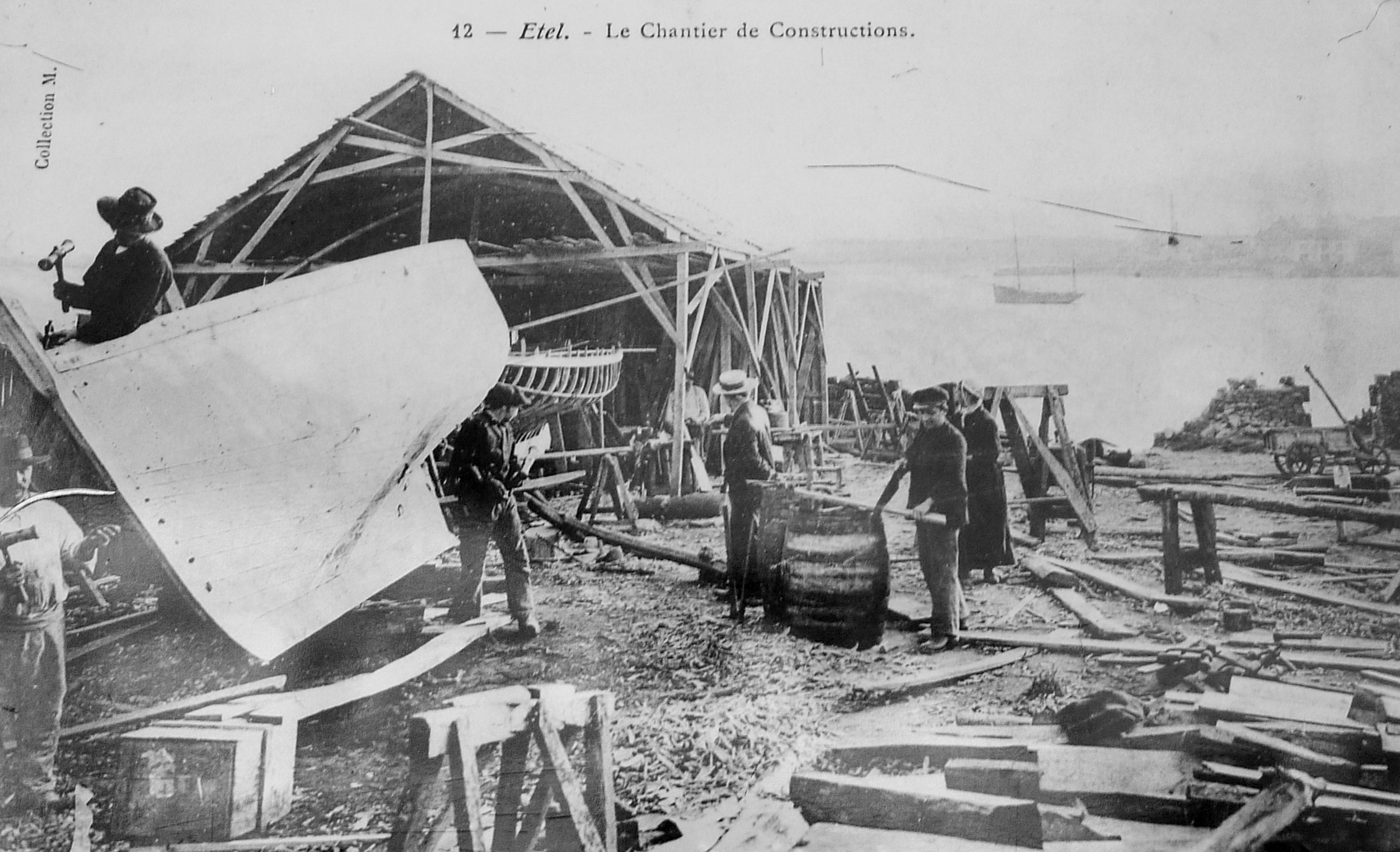
Chantier de construction navale (probablement à Porh Niscop en Belz).

Un premier chantier naval, celui de Roy et Plaideau, y ouvre en 1929 ; il construisit 42 bateaux entre 1929 et 1946 (en 1934 ce chantier compte 30 salariés). En 1954 Herbert et Héraud aménagent une cale de construction et achètent un terrain sur la butte de Mané Bras pour y construire un atelier après avoir détruit la roche à la dynamite. Le chantier Roy et Plaideau est acheté en 1965 par Herbert et Héraud, qui l'agrandissent ; 193 bateaux, d'abord en bois, puis en acier, sont construits entre 1946 et 1979. En 1979 le chantier est repris par les fils Héraud sous le nouveau nom de "Chantier Bretagne Sud", dans lequel sont construits 66 chalutiers entre 1979 et 1992 (le chantier compte 47 salariés en 1988), date de la construction du dernier navire dans ce chantier.
Un autre chantier naval, celui de Guillas-Fradet-Burguin, est créé en 1946 sur la vasière de Port-Niscop, réparant et transformant des dundee en bateaux à moteur dans un premier temps, avant de se consacrer lui aussi à la construction neuve.
En tout les trois chantiers navals de Port-Niscop ont construit 324 bateaux (des bateaux de pêche, du dundee au chalutier en bois, puis en acier, mais aussi des sardiniers et même quelques bateaux de passagers), principalement pour les pêcheurs d'Étel.
La grotte de Port Niscop a été aménagée à l'initiative des marins locaux en 1952 pour honorer la mémoire des marins disparus en mer. L'oratoire situé à proximité était un lieu de rassemblement pour les marins qui y recevaient chaque 15 août la bénédiction du clergé ; un chapelet s'y déroulait aussi une fois par semaine chaque mois de mai.

#### La guerre d'Indochine
Eugène Goasmat, caporal au 6e bataillon de parachutistes coloniaux, est mort pour la France en 1953 pendant la guerre d'Indochine.

#### Le projet de centrale nucléaire d'Erdeven et ses conséquences politiques locales
En 1974, sous la houlette d'Henri Rolland, alors maire de Belz et conseiller général UDR du canton, les 5 maires du canton (communes de Belz, Étel, Erdeven, Ploemel et Locoal-Mendon) approuvent dans un premier temps le projet de centrale nucléaire à Erdeven, le site faisant même figure de favori parmi les 5 sites de l'Ouest de la France envisagés.
Les opposants au projet, la plupart dans une logique NIMBY, mais associés au CRIN (Comité régional d'information nucléaire) d'Erdeven, réussirent à retourner la position de la majorité des élus locaux ; en 1977 Jean Le Formal, médecin, qui avait démissionné du conseil municipal par opposition au projet nucléaire, est élu maire, sa liste (qui comprend Michel Politzer, journaliste parisien, lequel est élu conseiller municipal) battant celle du maire conservateur sortant Henri Rolland (il avait déjà battu ce dernier l'année précédente lors des élections cantonales).

### LeXXIesiècle
Le canton de Belz, dont Belz était donc le chef-lieu, a disparu lors de la réforme de 2015. La commune fait désormais partie du canton de Quiberon.

## Démographie
L'évolution du nombre d'habitants est connue à travers les recensements de la population effectués dans la commune depuis 1793. Pour les communes de moins de 10 000 habitants, une enquête de recensement portant sur toute la population est réalisée tous les cinq ans, les populations de référence des années intermédiaires étant quant à elles estimées par interpolation ou extrapolation. Pour la commune, le premier recensement exhaustif entrant dans le cadre du nouveau dispositif a été réalisé en 2005.

En 2022, la commune comptait 3 869 habitants, en évolution de +3,87 % par rapport à 2016 (Morbihan : +3,82 %, France hors Mayotte : +2,11 %).
| 1793  | 1800  | 1806 | 1821  | 1831  | 1836  | 1841  | 1846  | 1851  |
| ----- | ----- | ---- | ----- | ----- | ----- | ----- | ----- | ----- |
| 1 294 | 1 221 | 978  | 1 379 | 1 390 | 1 585 | 1 615 | 1 744 | 1 855 |

| 1856  | 1861  | 1866  | 1872  | 1876  | 1881  | 1886  | 1891  | 1896  |
| ----- | ----- | ----- | ----- | ----- | ----- | ----- | ----- | ----- |
| 1 848 | 1 959 | 2 103 | 2 242 | 2 435 | 2 650 | 2 678 | 2 856 | 2 880 |

| 1901  | 1906  | 1911  | 1921  | 1926  | 1931  | 1936  | 1946  | 1954  |
| ----- | ----- | ----- | ----- | ----- | ----- | ----- | ----- | ----- |
| 3 092 | 3 194 | 3 289 | 3 225 | 3 191 | 3 114 | 3 071 | 2 873 | 2 962 |

| 1962  | 1968  | 1975  | 1982  | 1990  | 1999  | 2005  | 2006  | 2010  |
| ----- | ----- | ----- | ----- | ----- | ----- | ----- | ----- | ----- |
| 3 179 | 3 353 | 3 398 | 3 398 | 3 372 | 3 289 | 3 424 | 3 422 | 3 497 |

| 2015  | 2020  | 2022  | - | - | - | - | - | - |
| ----- | ----- | ----- | - | - | - | - | - | - |
| 3 731 | 3 784 | 3 869 | - | - | - | - | - | - |

## Culture locale et patrimoine

### Lieux et monuments

#### Patrimoine religieux
- Église Saint-Saturnin (1914), bourg[78].

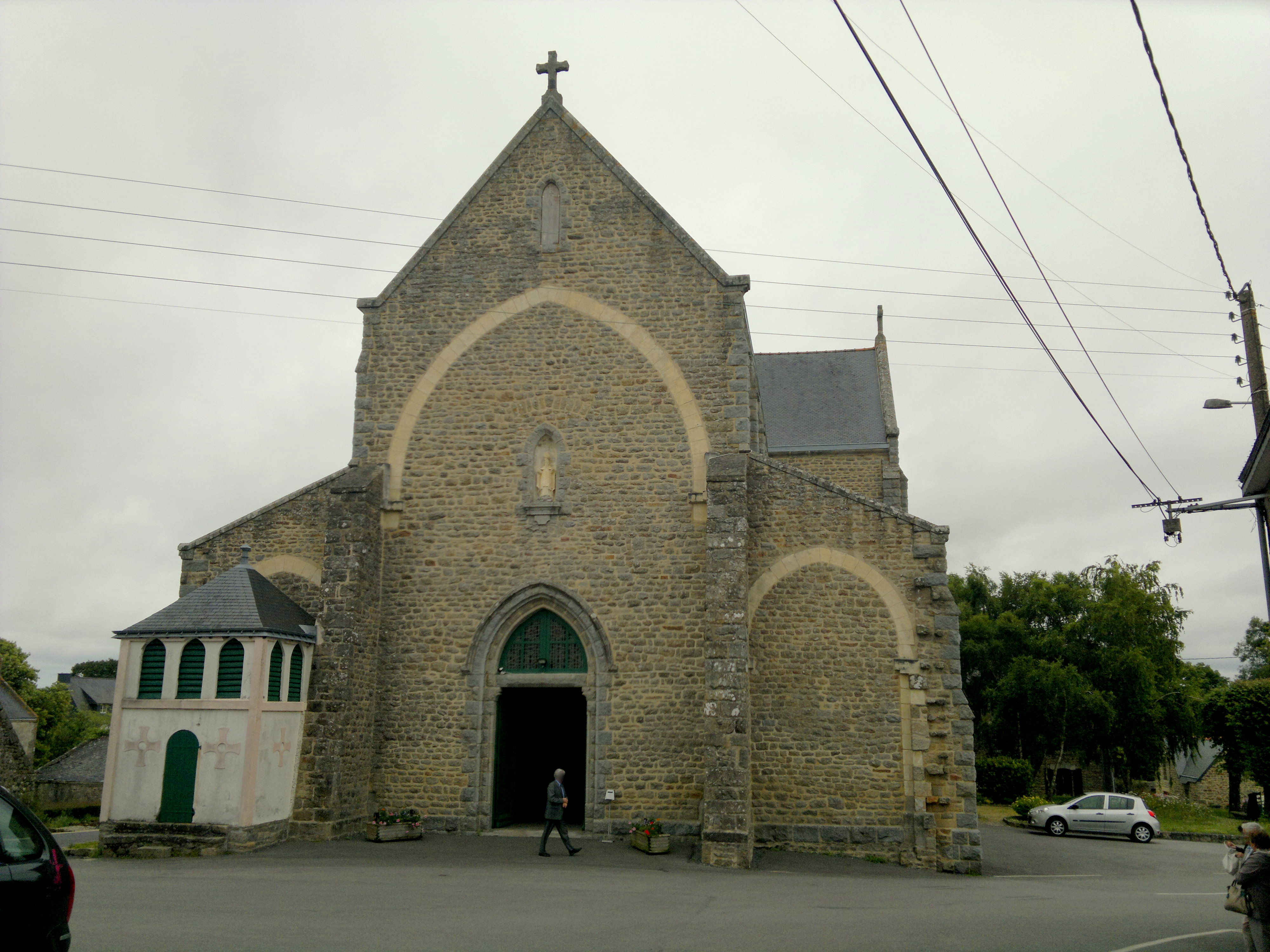
Église Saint-Saturnin : la façade.
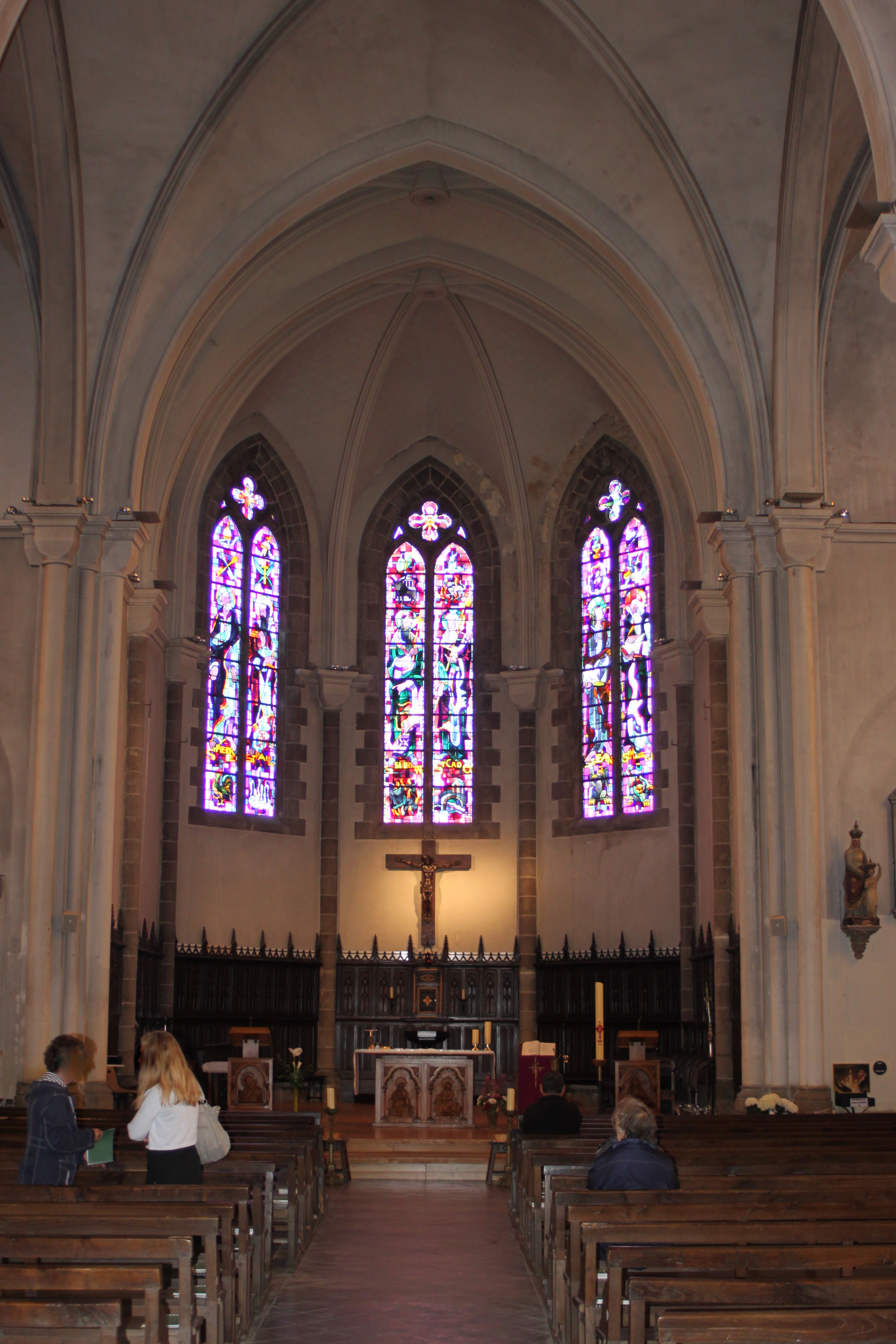
Église Saint-Saturnin : la nef.
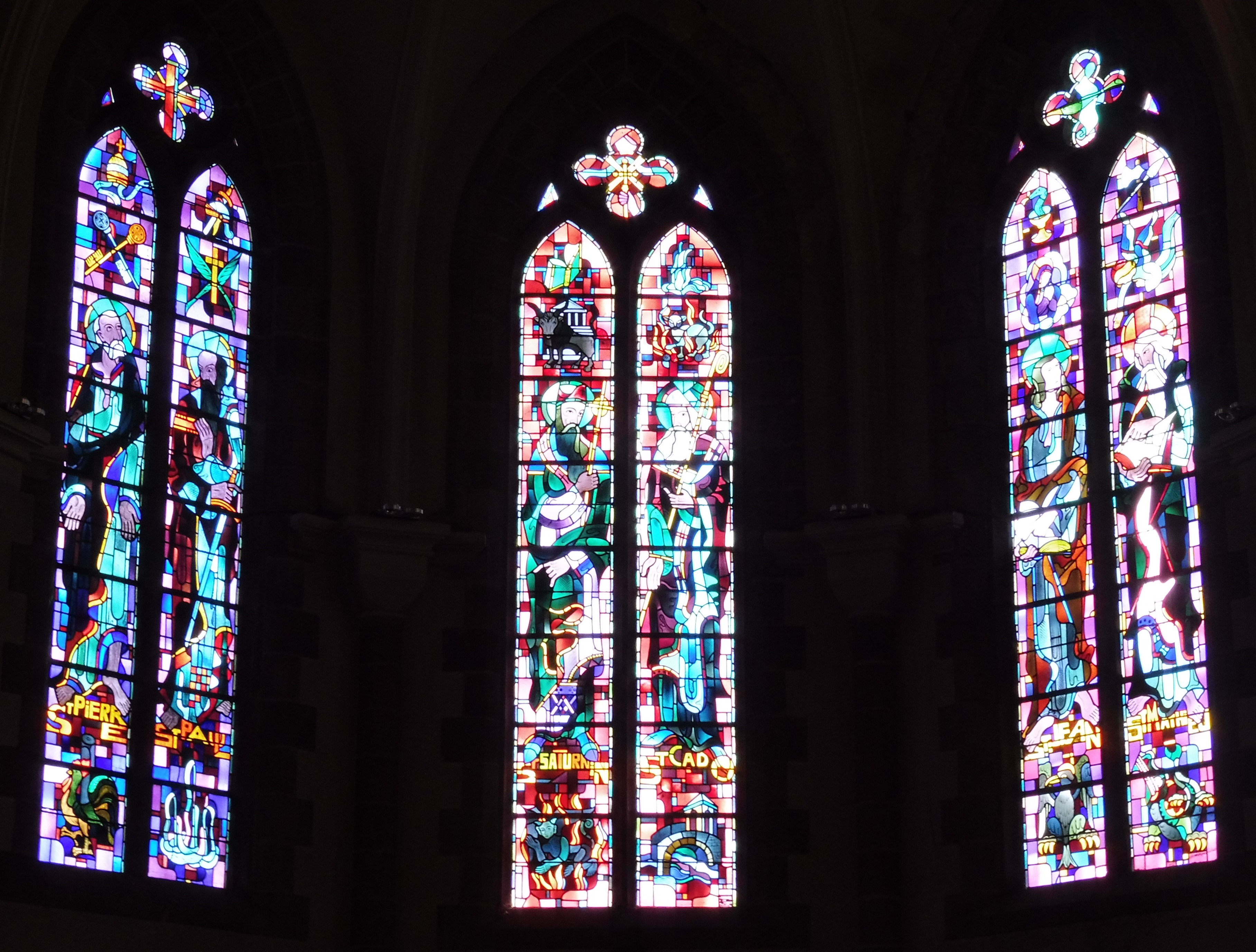
Église Saint-Saturnin : vitraux.
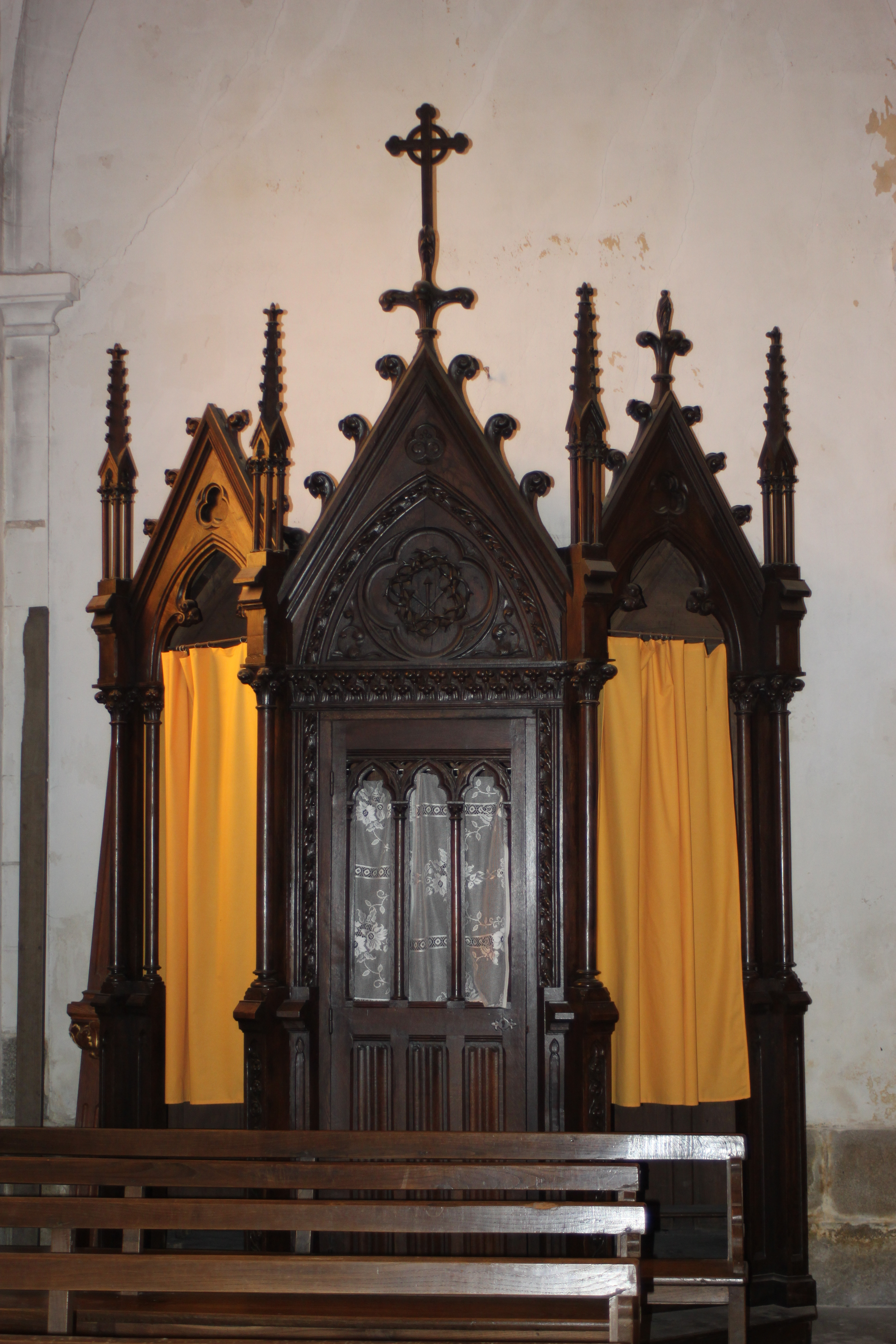
Église Saint-Saturnin : confessionnal.

- Les chapelles :
  - Chapelle Saint-Cado de Belz sur l'île de Saint-Cado (XIe ou XIIe siècle) et son calvaire (1832)[79].

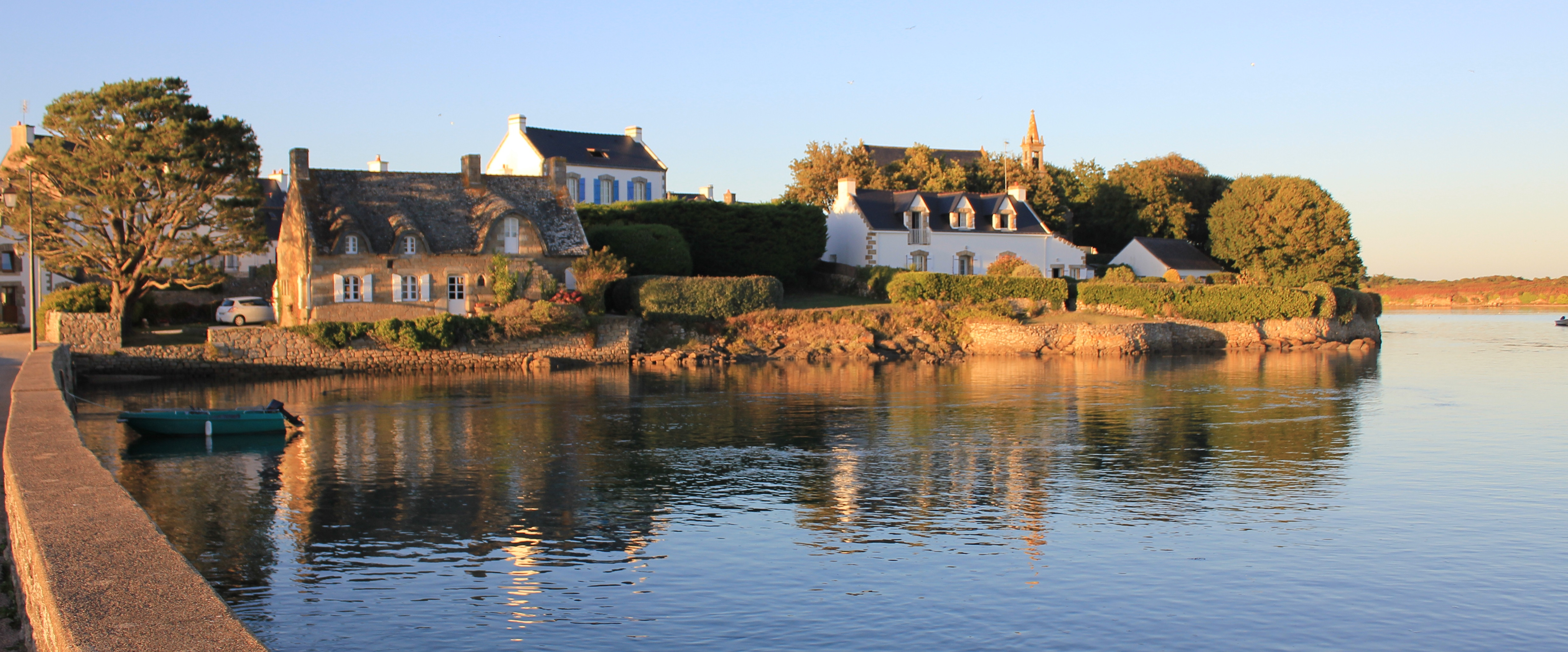
Île de Saint-Cado avec sa chapelle romane du XIe siècle.
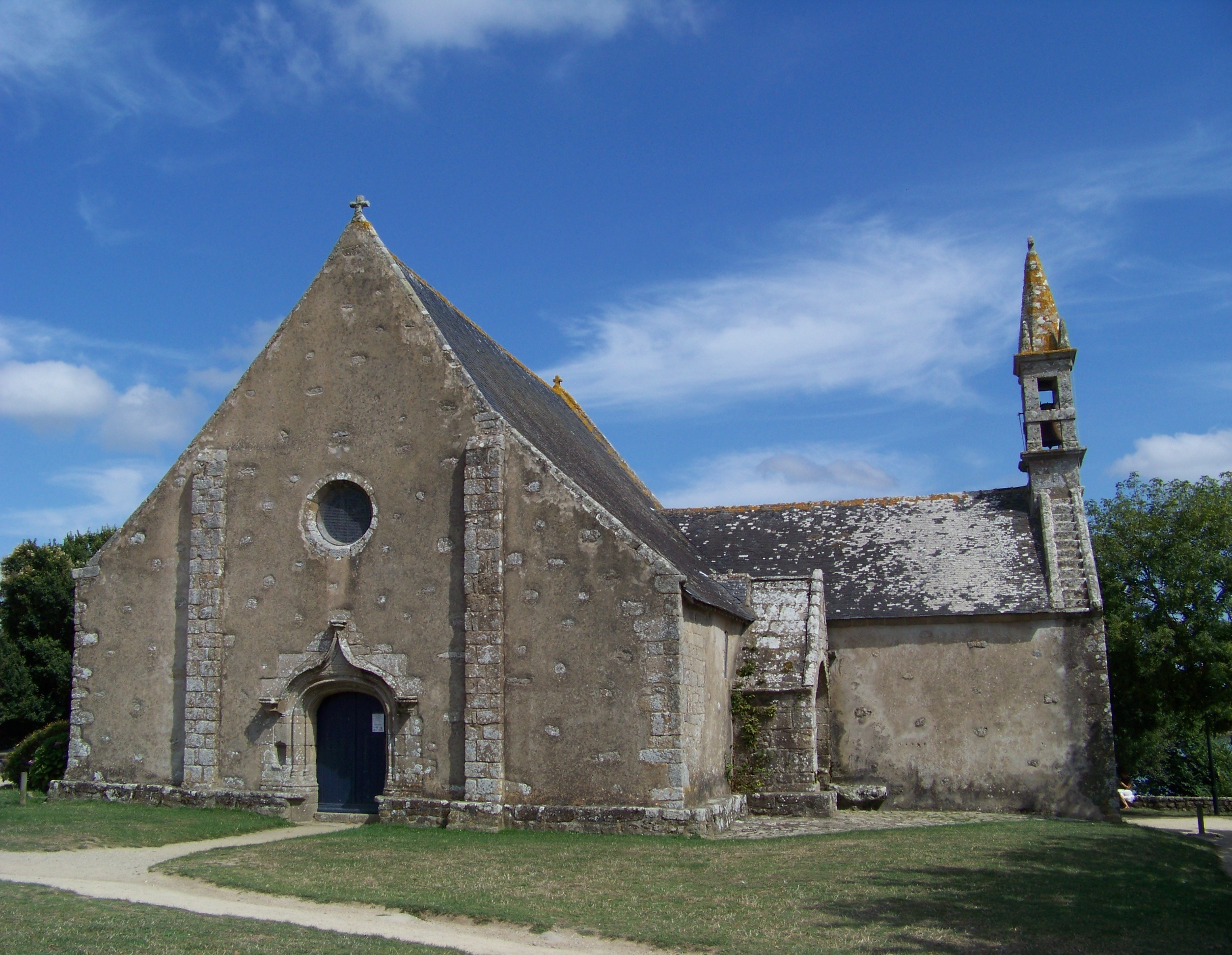
La chapelle de Saint-Cado : vue extérieure d'ensemble.
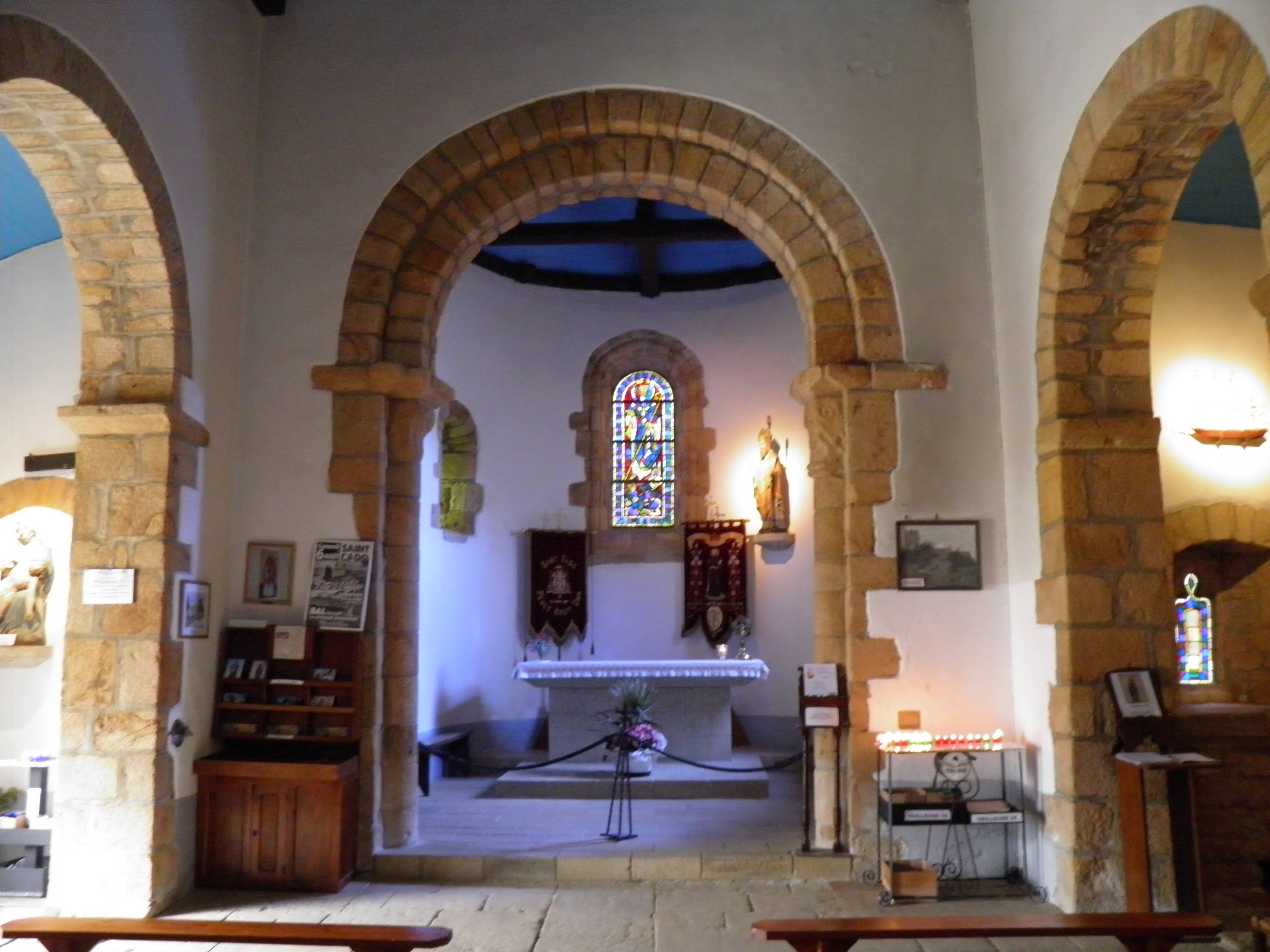
La chapelle de Saint-Cado : vue intérieure d'ensemble.
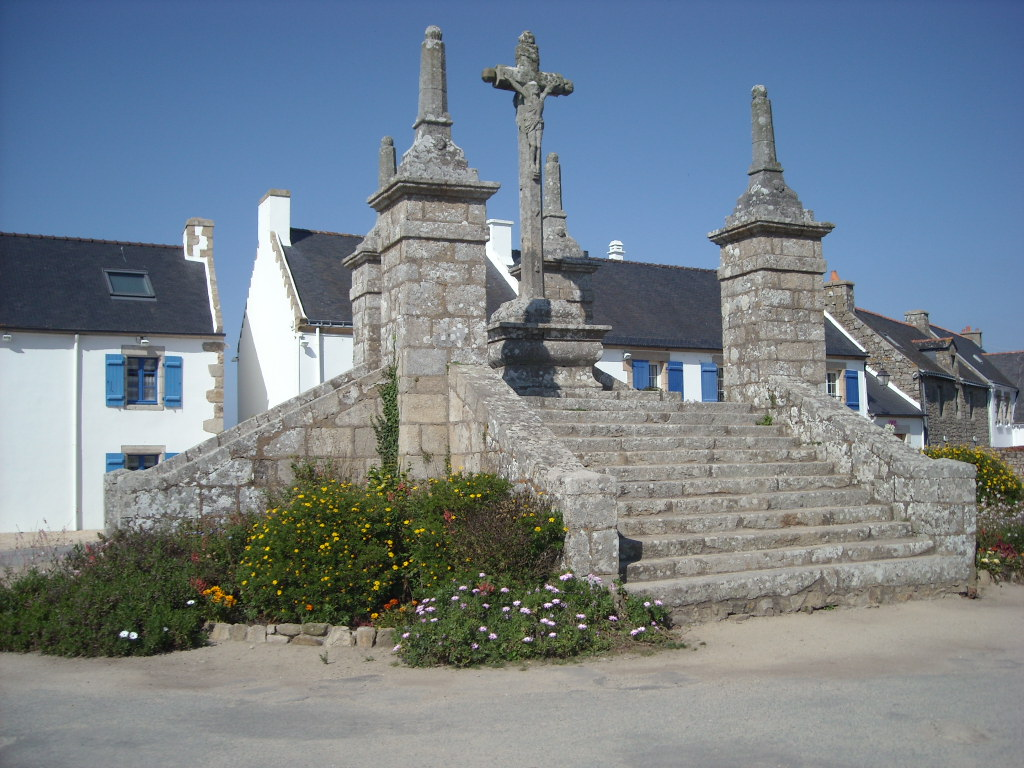
Le calvaire de Saint-Cado.

- - Chapelle de Saint-Clément (XVIIe siècle), village de Kerclément[80].
  - Chapelle Notre-Dame-de-la-Clarté (XVIIIe siècle), village de Kernours[81].
  - Chapelle Sainte-Anne (1829, village de Kerdonnerc'h[82].

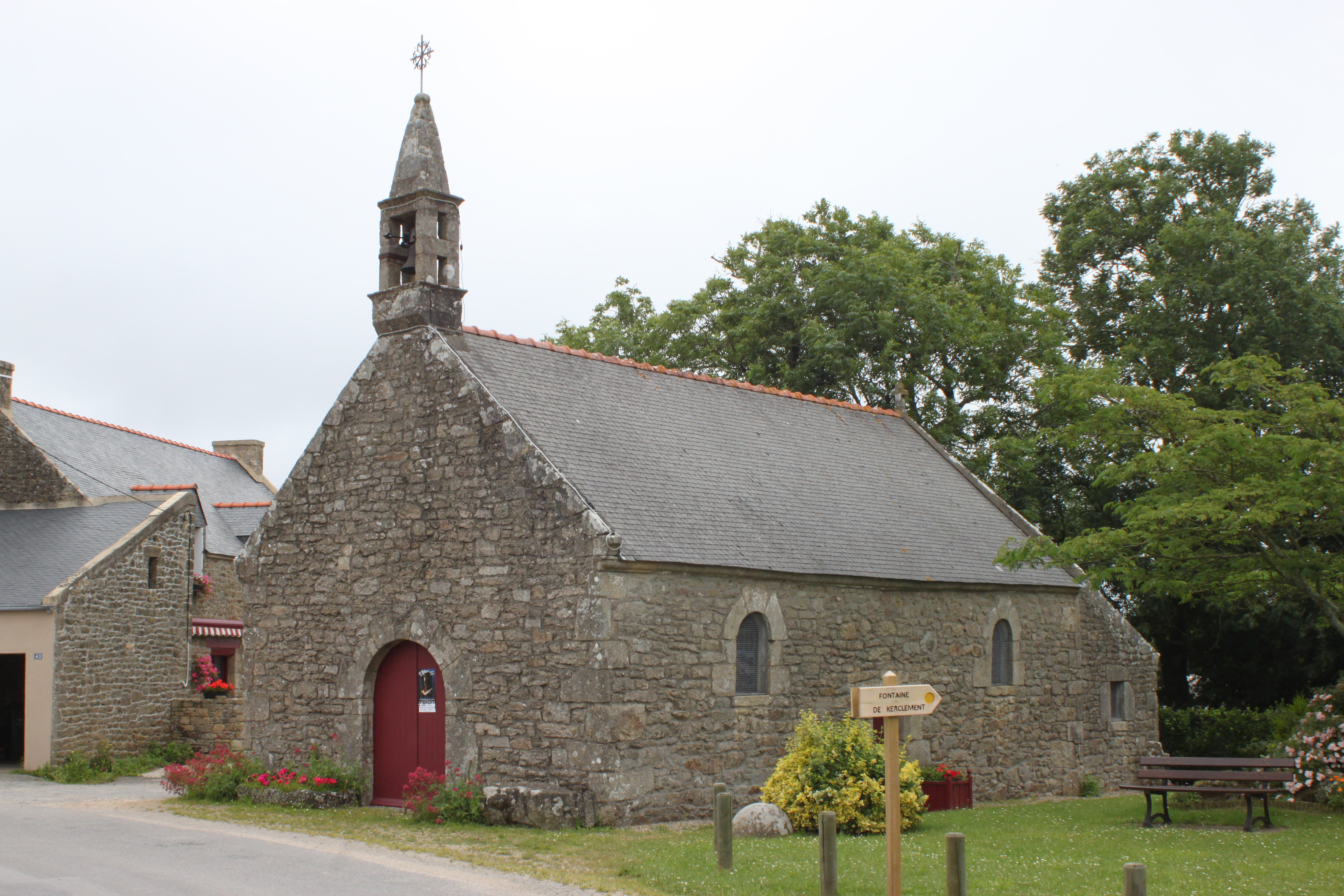
La chapelle Saint-Clément de Kerclément : vue extérieure d'ensemble.
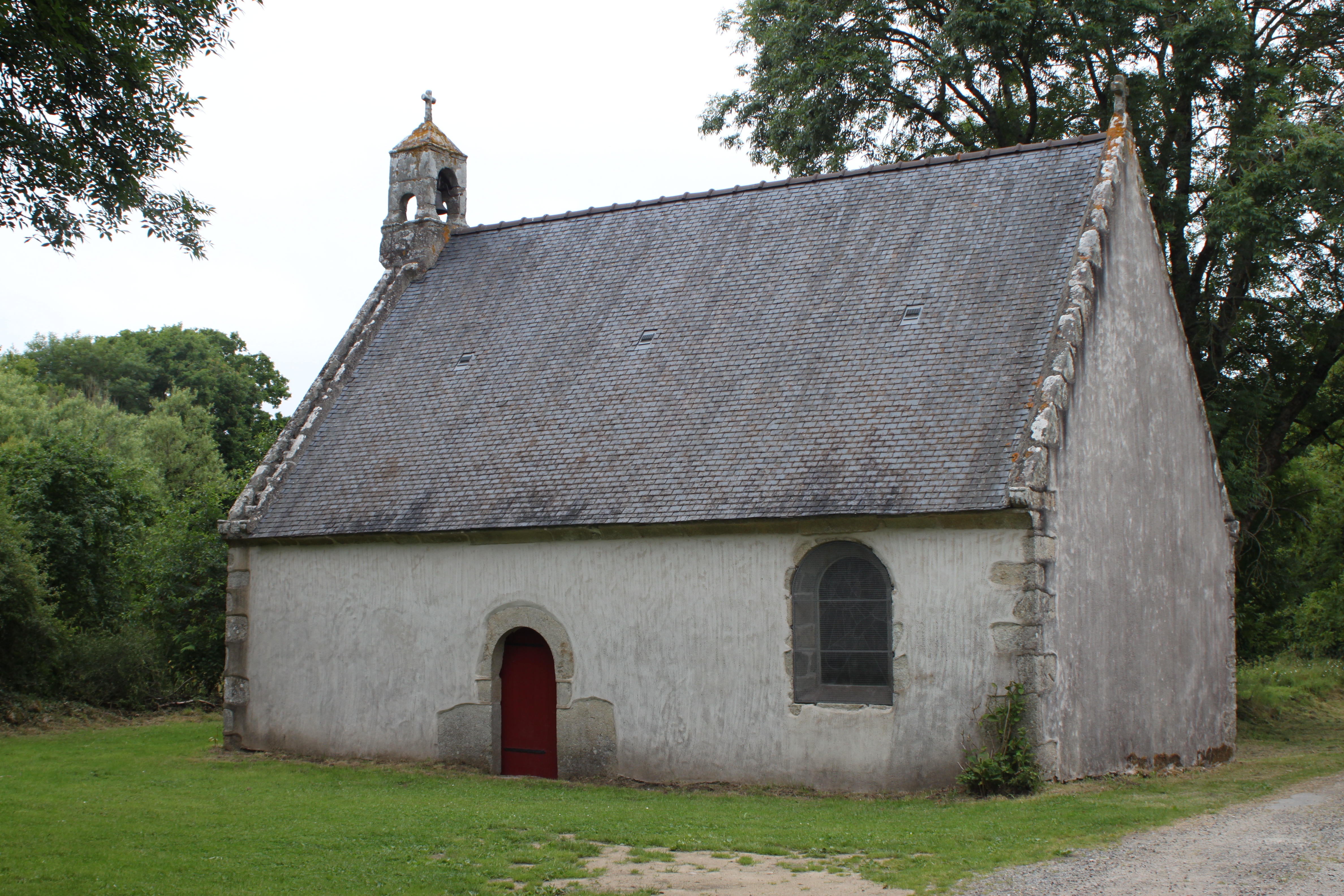
La chapelle Notre-Dame-de-la-Clarté à Kernours : vue extérieure d'ensemble.
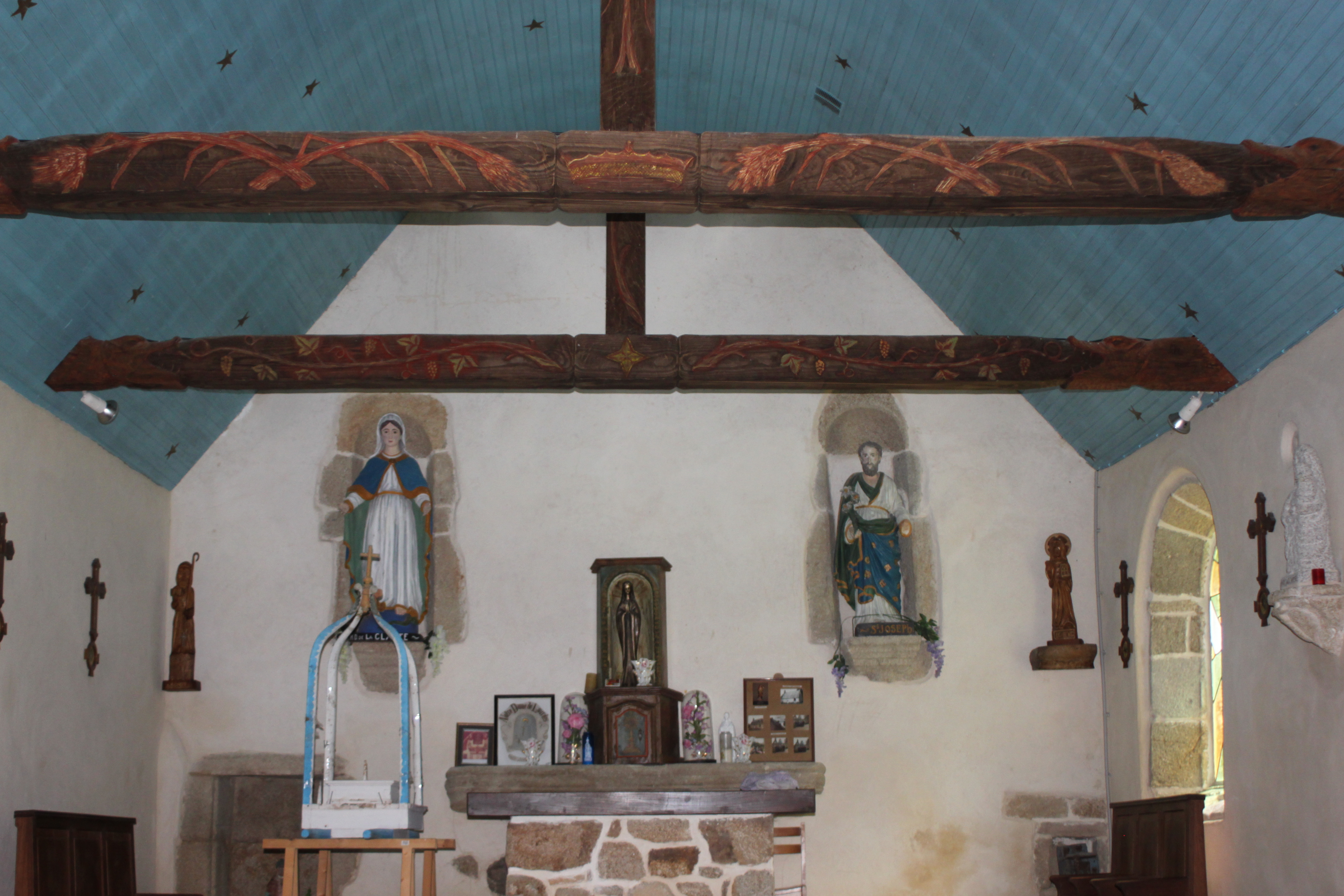
La chapelle Notre-Dame-de-la-Clarté à Kernours : le chœur.
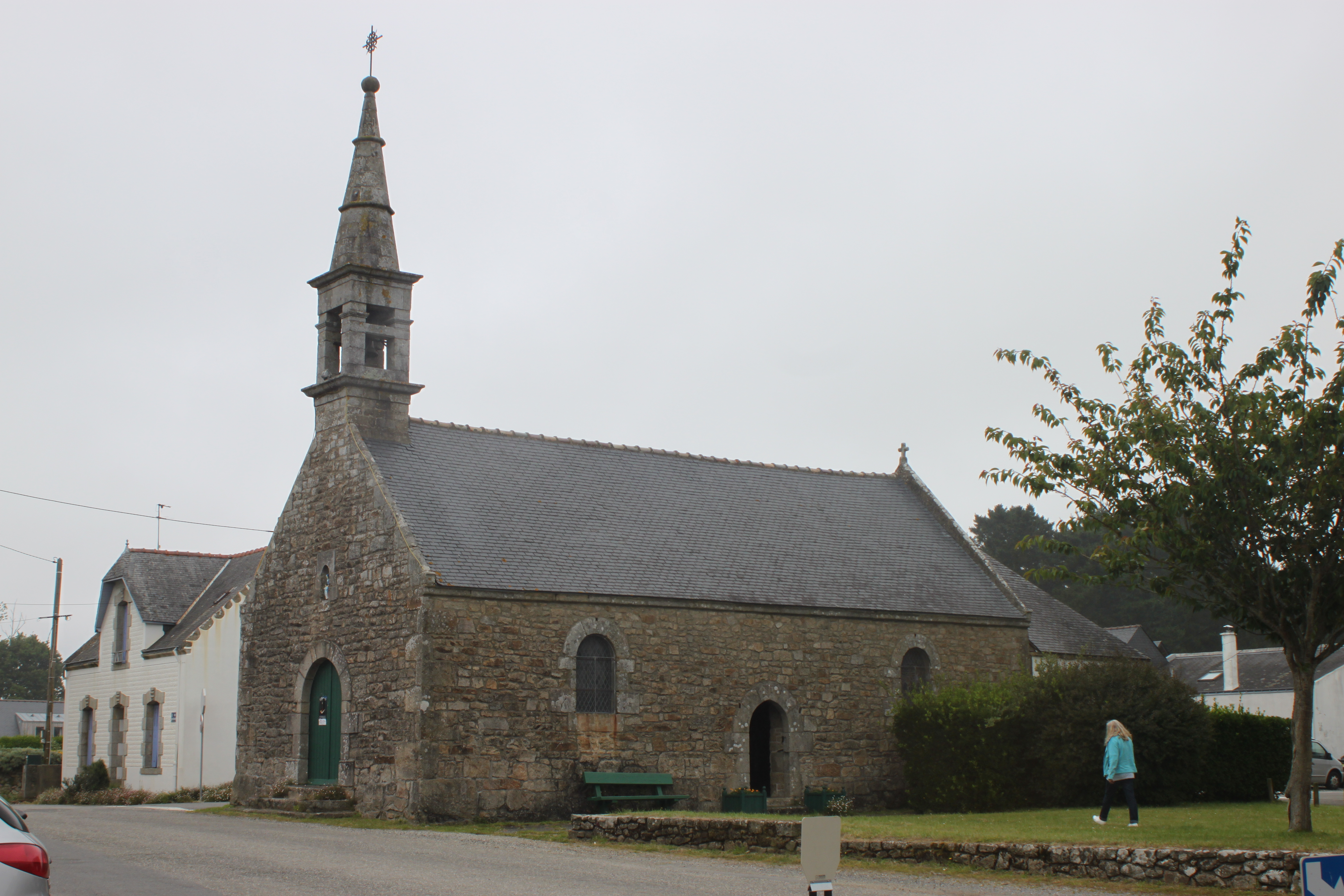
La chapelle Sainte-Anne de Kerdonnerch : vue extérieure d'ensemble.
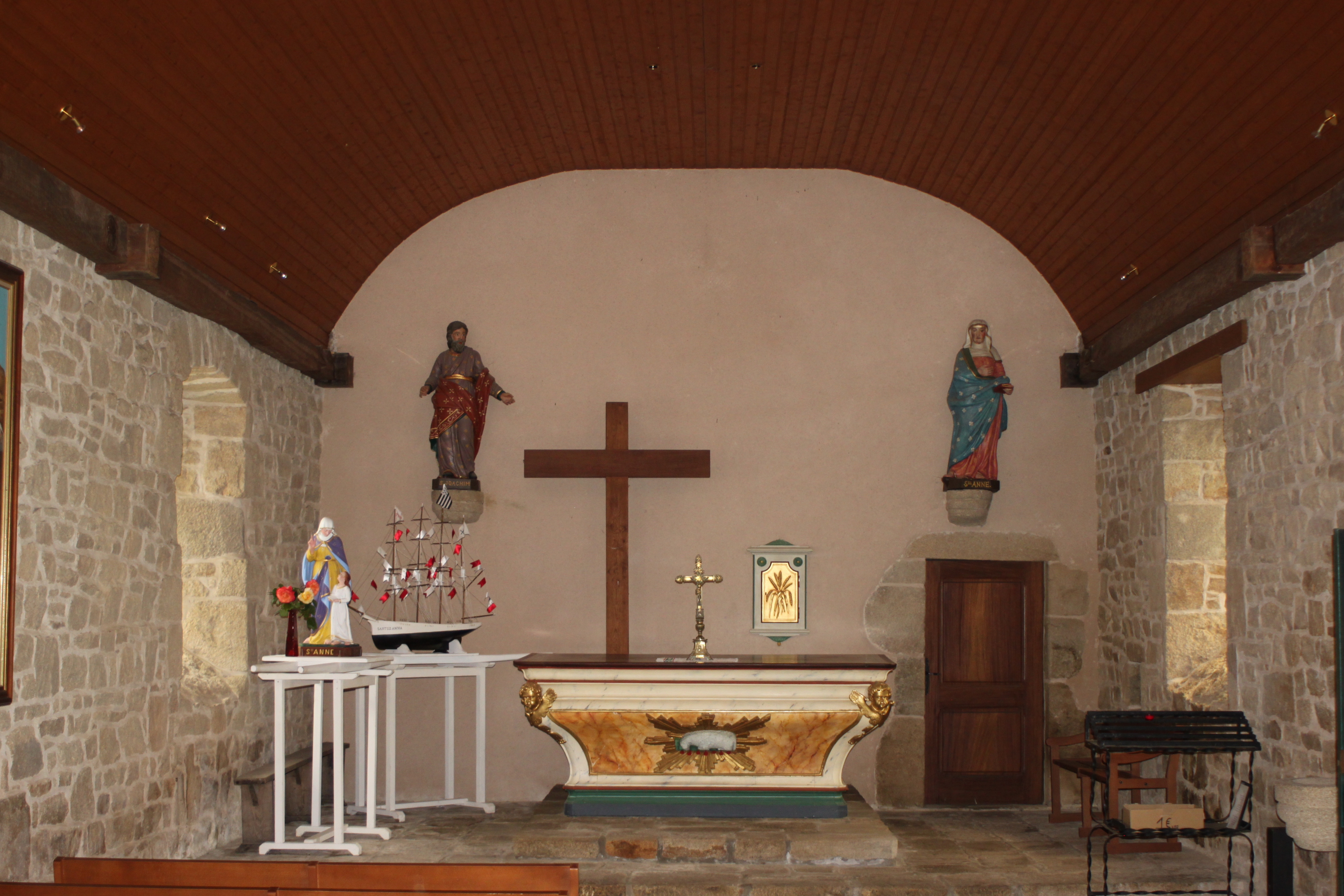
La chapelle Sainte-Anne de Kerdonnerch : le chœur.

- Les fontaines à dévotion :
  - Fontaine de Kernours[83].
  - Fontaine de Saint-Cado.
  - Fontaine[84] et lavoir[85] du Guip (Lavoir de Fetan er guip[86]).

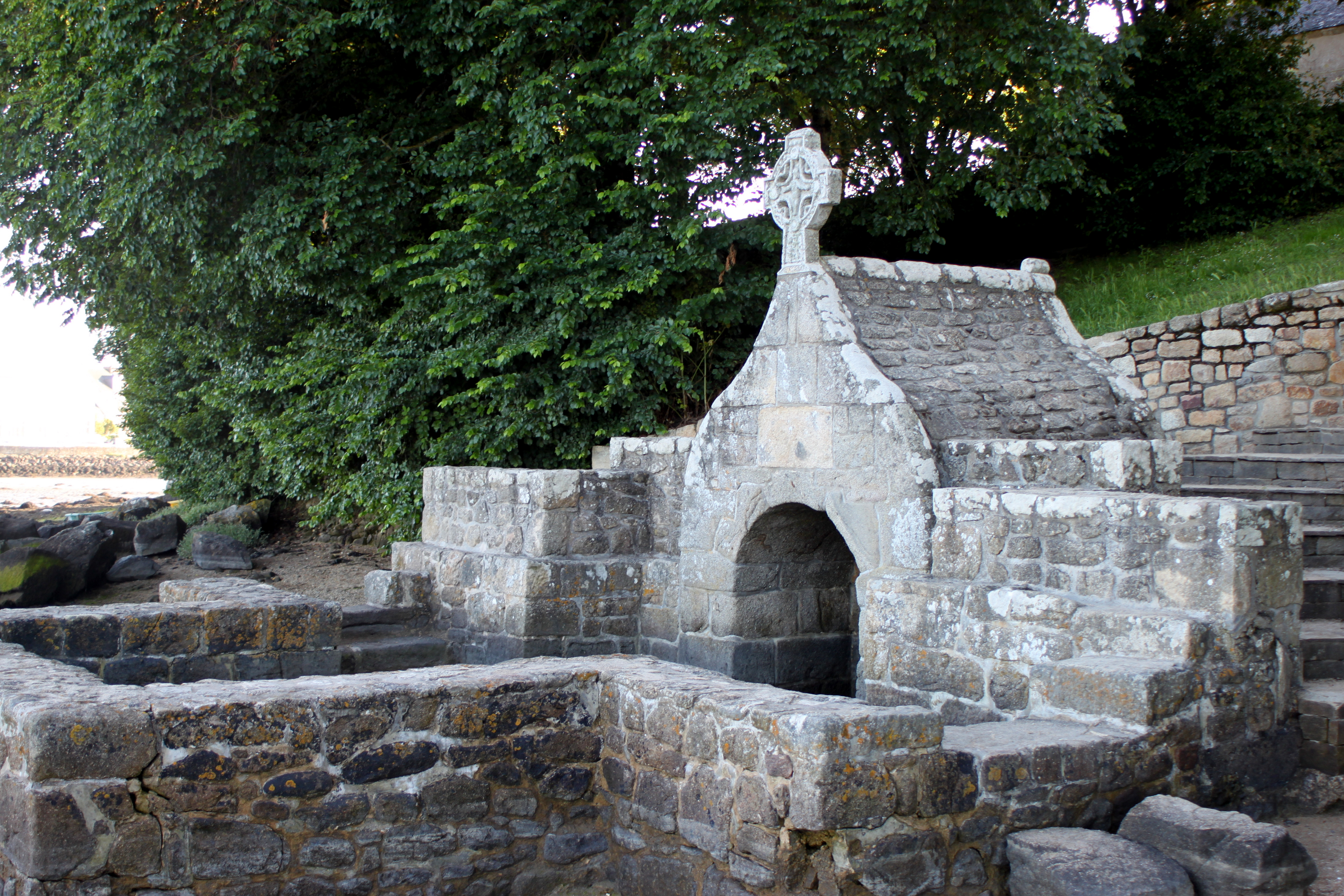
La fontaine de dévotion de Saint-Cado.
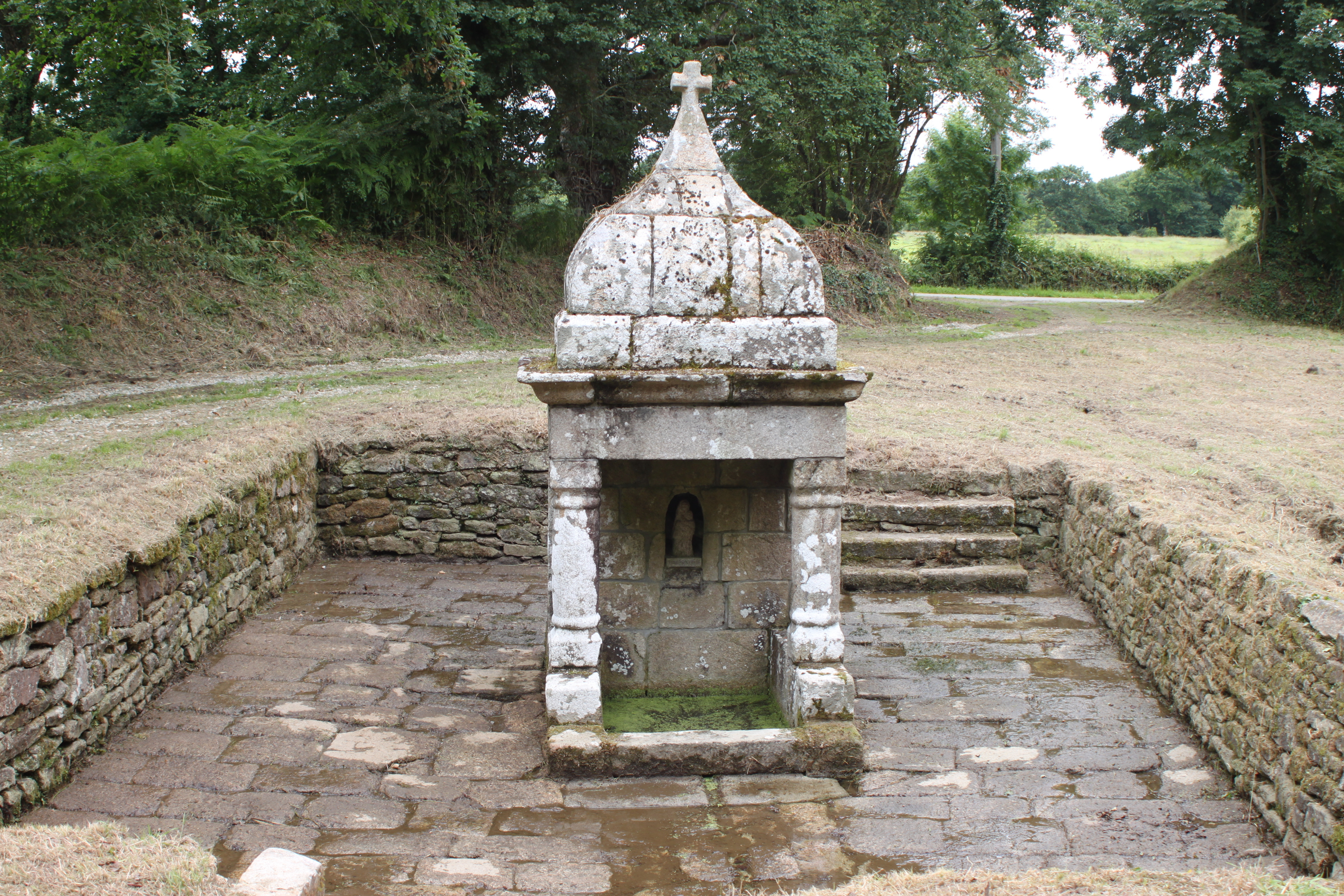
La fontaine de dévotion de Kernours : vue d'ensemble.
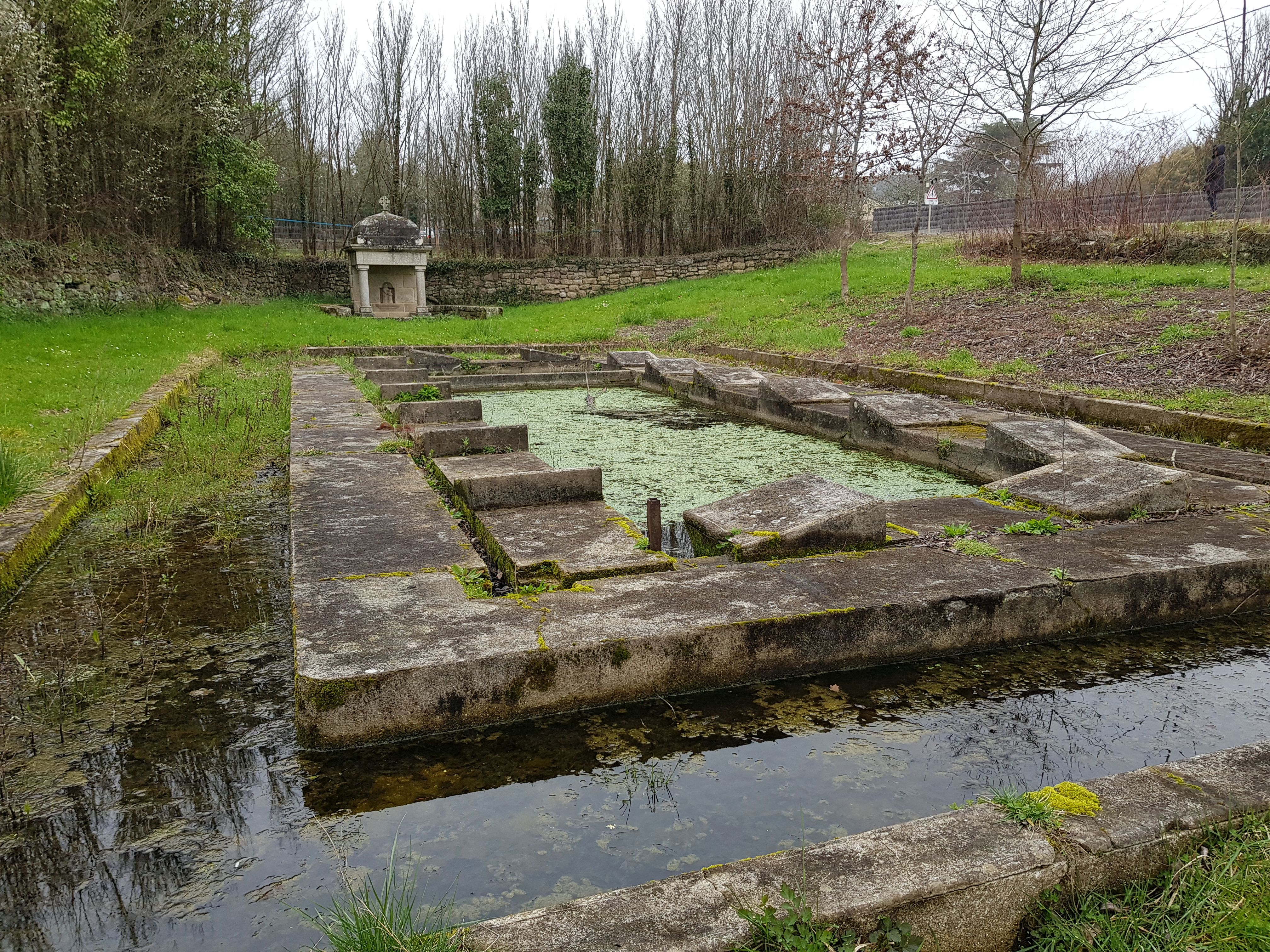
Lavoir du Guip et sa fontaine.

- Les croix et calvaires : au moins 15 croix et calvaires sont identifiés sur le territoire communal ; dix d'entre eux (dont le calvaire de Saint-Cado, la croix de Crubelz, la croix de Kerdruellan, la croix de Pen-Er-Pont, etc.) font l'objet d'une description détaillée sur un site Internet[87].

#### Les mégalithes
- Dolmens de Kerhuen : le dolmen de Kerhuen Est est classé monument historique depuis 1921 et le dolmen de Kerhuen Ouest est un dolmen à galerie avec la base de son tumulus, classé monument historique en 1934.

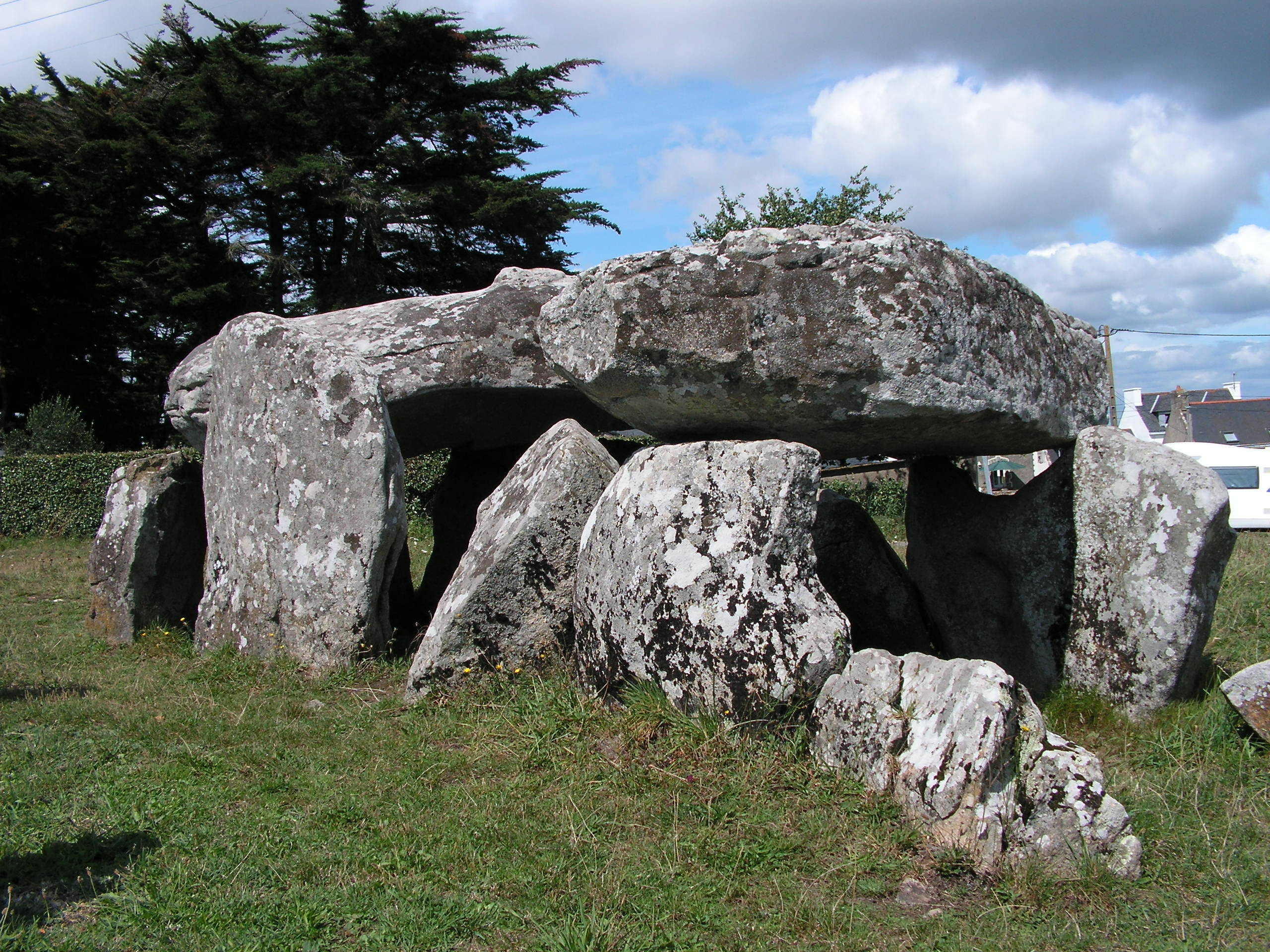
Le dolmen de Kerhuen Est.
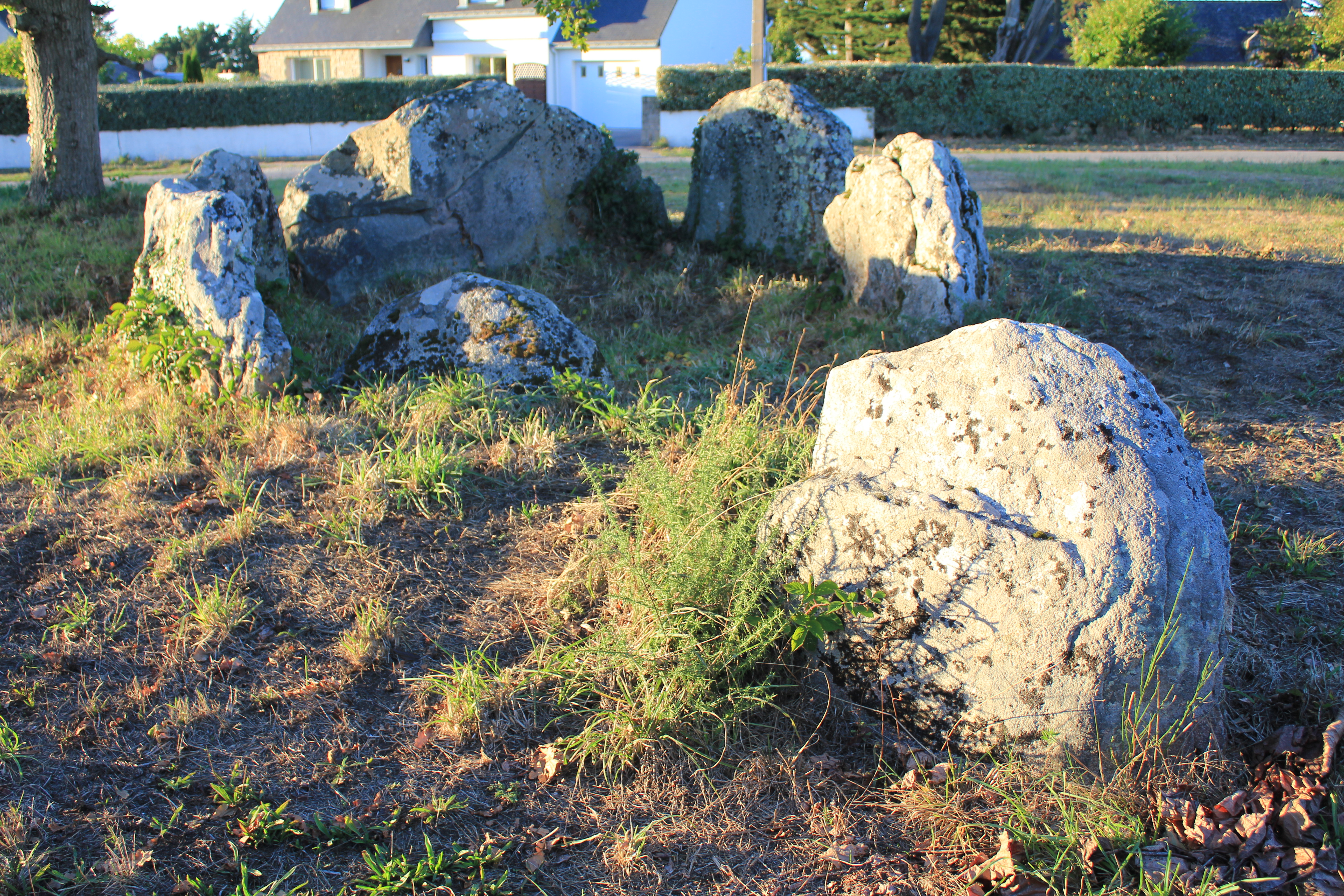
Le dolmen de Kerhuen Ouest.

- Menhirs de Kerdruellan, site classé au titre des monuments historiques, fouille préventive en 2006.
- Dolmen de Kerlutu.
- Dolmens de Kerprovost.

#### Patrimoine civil
- Le bourg de Belz[88].

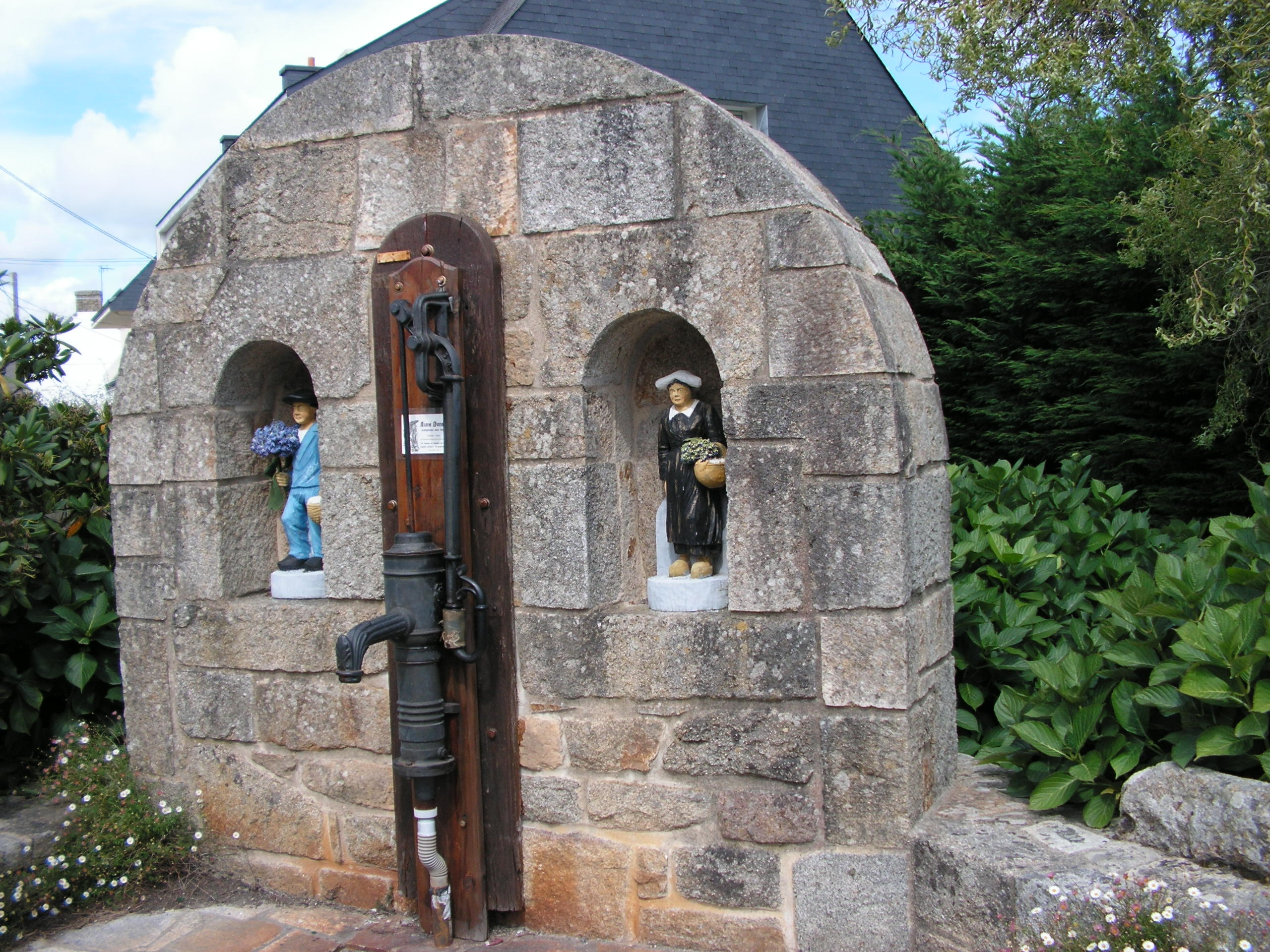
Fontaine située à l'entrée du bourg de Belz, avec un breton et une bretonne.

- Pont Lorois, pont entre les communes de Belz et Plouhinec.
- Manoir, dit château de Keryargon. Il fut la possession des Guihemarou, trésoriers généraux de Bretagne sous les ducs Jean IV et Jean V. Leurs armoiries figurent sur une lucarne[89].
- La fontaine du bourg de Belz, restaurée au début des années 2000[90].

### Réserve naturelle des Quatre Chemins
L'unique station subsistant en France de panicaut vivipare (Eryngium viviparum) se trouve dans la réserve naturelle des Quatre Chemins à Belz. Cette plante subsiste par ailleurs dans le nord-ouest de la péninsule Ibérique.

### Tableaux
- Jean Frélaut : La procession de Belz au pardon de Saint-Cado (Musée de la Cohue de Vannes).

### Personnalités liées à la commune
- Pierre Laurent (né en 1874), poète en langue bretonne né à Belz.

### Héraldique
|  | Les armes de Belz se blasonnent ainsi : D'azur à la bande de gueules bordée d'or et chargée en cœur d'un maillet d'or, accompagné de deux coins en forme de trapèze du même. |